# Catherine de Sienne
Vous lisez un « article de qualité » labellisé en 2012.
Pour les articles homonymes, voir Sainte Catherine (homonymie).
Catherine de Sienne (en italien Caterina da Siena), née Catherine Benincasa (en italien Caterina Benincasa) le 25 mars 1347 à Sienne, en Toscane, et décédée le 29 avril 1380 à 33 ans à Rome, est une tertiaire dominicaine et une mystique italienne qui a exercé une grande influence dans l'Église catholique. Elle est déclarée sainte et docteur de l'Église.
Elle est la protectrice officielle de l'Italie, comme saint François d'Assise en est le protecteur. Les deux saints ont été consacrés dans la fonction avec motu proprio du pape Pie XII le 18 juin 1939.
Née à Sienne, elle y grandit et désire très tôt se consacrer à Dieu, contre la volonté de ses parents. Elle rejoint les sœurs de la Pénitence de saint Dominique et y prononce ses vœux. Très vite marquée par des phénomènes mystiques comme les stigmates et le mariage mystique, elle se fait connaître.
Elle accompagne l'aumônier des dominicains auprès du pape à Avignon, en tant qu'ambassadrice de Florence, ville alors en guerre contre le pape. Son influence sur le pape Grégoire XI joue un rôle avéré dans la décision du pontife de quitter Avignon pour Rome. Elle est ensuite envoyée par celui-ci négocier la paix avec Florence. Grégoire XI étant mort et la paix conclue, elle retourne à Sienne. Lors d'extases mystiques, elle dicte ses conversations avec Dieu, constituant sa principale œuvre, Le Dialogue.
Le Grand Schisme d'Occident conduit Catherine de Sienne à aller à Rome auprès du pape Urbain VI. Elle envoie de nombreuses lettres aux princes et cardinaux, pour promouvoir l'obéissance au pape et défendre ce qu'elle nomme le « vaisseau de l'Église ». Elle meurt le 29 avril 1380, épuisée par ses pénitences. Urbain VI célèbre ses obsèques et son inhumation dans la basilique Santa Maria sopra Minerva à Rome.
La dévotion autour de la dépouille de Catherine de Sienne se développe rapidement après sa mort. Elle est canonisée en 1461, déclarée sainte patronne de Rome en 1866, et de l'Italie en 1939. Avec Thérèse d'Avila, elle est la première femme à être déclarée « docteur de l'Église » en 1970 par Paul VI. Elle est proclamée sainte patronne de l'Europe en 1999 par Jean-Paul II. Elle est aussi la sainte protectrice des journalistes, des médias, et de tous les métiers de la communication, en raison de son œuvre épistolaire en faveur de la papauté.
Par la forte influence qu'elle a eue sur l'histoire de la papauté, Catherine de Sienne est l'une des figures marquantes du catholicisme médiéval. Elle est à l'origine du retour du pape à Rome et a effectué ensuite de nombreuses missions confiées par le pape, chose assez rare pour une simple nonne au Moyen Âge.
Ses écrits, qui ont marqué la pensée théologique — et principalement Le Dialogue, son œuvre majeure qui comprend un ensemble de traités qu'elle aurait dictés lors d'extases —, font d'elle une des personnalités les plus influentes de la spiritualité chrétienne. La reconnaissance de cette influence par l'attribution du titre de docteur de l'Église, bien que tardive, consacre l'importance de son œuvre.

## Biographie

### Contexte historique
La vie de Catherine se déroule dans un contexte de grands changements à la fin du Moyen Âge en Europe et particulièrement en Italie. L'apparition de nouvelles cités puissantes (Florence, Gênes, Pise...) marque l'émergence d'un monde nouveau avec la disparition progressive de la féodalité. Ces changements se traduisent par de nombreuses guerres entre les cités, ainsi que des divisions politiques. Ces guerres, outre les dégâts qu'elles causent à l'agriculture, modifient les rapports entre les villes : les cités sont assiégées, des armées sont constituées de mercenaires se donnant au plus offrant et tirant profit de la guerre ; elles contribuent à un climat instable.
Le XIVe siècle voit aussi un profond changement dans le rapport entre l'ordre politique et social et le rapport au pouvoir temporel du pape. Les rois et les princes rejettent la bulle papale Unam Sanctam, dans laquelle le pape déclare la suprématie de l'Église sur les États. Cette opposition et l'échec de la bulle papale conduisent à l'exil de Rome : le pape se réfugie en Avignon en 1309, créant une rupture dans la papauté qui continue à être présente à Rome. Ces changements conduisent, là encore, à une remise en cause de l'ordre féodal qui prévalait pendant le Moyen Âge,,. Ce siècle voit également la naissance de la dévotion aux Cinq plaies, l'apogée du mouvement des Flagellants et le développement des images de piété toutes dévouées à l'Homme des douleurs sur lesquelles les dévots, les saints ou mystiques (comme Henri Suso, Brigitte de Suède ou Julienne de Norwich) peuvent dénombrer les plaies.
De plus, la peste noire qui apparaît en 1347 et ne disparaît qu'en 1441, marque profondément la société européenne, faisant de nombreuses victimes et produisant des bouleversements importants. Cette peste noire est interprétée comme un fléau divin.
La société siennoise, lieu d'origine de Catherine de Sienne, doit faire face à de nombreuses difficultés économiques, avec le déclin de l'agriculture, du commerce et de l'industrie à la suite de la banqueroute de la famille Buonsignori, provoquant des révoltes populaires et l'apparition de bandes de brigands.

### Enfance

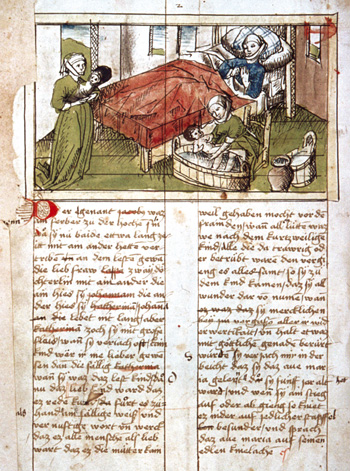
Naissance de Catherine et Jeanne, Inconnu de l'École de Nuremberg, Legenda Maior, (1466), Berlin, Estampes et dessins, Hs. 78. A. 14, f. 2v.

#### Vœu de chasteté
Catherine est la vingt-troisième des vingt-cinq enfants d'un teinturier, Giacomo Benincasa, et de Monna Lapa qui vivra jusqu'à 89 ans. Elle et sa sœur jumelle Jeanne naissent à Sienne, en Italie (selon la date traditionnellement admise), le 25 mars 1347, jour de la fête de l'Annonciation faite à Marie. Jeanne meurt peu de temps après,. La famille Benincasa est une famille pieuse, assez proche de l'ordre des Prêcheurs, les dominicains de Camporegio. Giacomo est teinturier de laine, et sans doute de la classe des Popolani (personnes éligibles au gouvernement de Sienne). En 1348, la famille adopte un jeune garçon de dix ans, Tommaso della Fonte, devenu orphelin à cause de la peste, et dont l'oncle Palmiere della Fonte était marié à la sœur aînée de Catherine.
L'enfance de Catherine de Sienne semble avoir été très vite marquée par un attrait profond pour Dieu. D'après les confidences de Raymond de Capoue, elle a sa première apparition vers l'âge de 6 ans, lorsqu'elle marche avec son frère Stefano dans les rues de Sienne. Elle voit, au-dessus de l'église San Domenico, le Christ-Pontife la bénir,. Cette expérience renforce la ferveur de Catherine. L'éducation religieuse qu'elle reçoit est faite de lectures d'histoires de saints, d'ermites ou des pères du désert. Catherine cherche alors à les imiter,, à travers une vie d'ascèse, se soumettant à des mortifications ou recherchant la solitude,,.
L'attrait pour l'ordre des dominicains grandit chez Catherine, alors âgée de 6 ans, lorsque Tommaso entre au noviciat Saint-Dominique en 1353. Tommaso favorise cette dévotion en poursuivant l'éducation chrétienne de Catherine : il lui raconte l'histoire des dominicains, contribuant à renforcer le désir de Catherine de se consacrer à la vie religieuse.
Vers l'âge de 7 ans, Catherine fait vœu de chasteté, selon son biographe Raymond de Capoue. Elle a alors la conviction de sa vocation à entrer dans l'ordre des dominicains,.

#### Vie mondaine

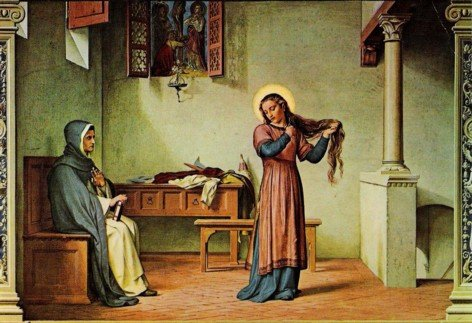
Catherine se coupe les cheveux en présence du frère Tommaso della Fonte par Alessandro Franchi (1898). Chambre de la maison natale de Catherine de Sienne dans la maison-sanctuaire. Sienne.

Catherine grandit et vers l'âge de treize ans, elle refuse toute coquetterie, bien qu'elle y soit poussée par sa mère. Face à ce refus, sa mère décide alors de passer par la sœur aînée de Catherine, Bonaventura, afin qu'elle développe chez la jeune fille le goût de la coquetterie. Catherine se laisse convaincre, se farde, soigne sa toilette.
Quelques mois plus tard, en août 1362, Bonaventura meurt en couches,. La mort de sa sœur traumatise profondément Catherine, elle y voit la conséquence des péchés de vanité et de coquetterie,. Après ce deuil familial, ses parents cherchent à la marier, mais Catherine s'y refuse catégoriquement. Face à ce comportement, ils cherchent à avoir le soutien de Tommaso della Fonte, leur fils adoptif entré chez les dominicains, pour convaincre la jeune fille, considérée comme obstinée. Tommaso della Fonte découvrant la ferme volonté de Catherine de vouloir se consacrer à Dieu lui demande alors de couper ses cheveux afin de prouver la solidité de son projet de vie, ce qu'elle fait, puis elle rentre chez elle.
Cette action agace profondément ses parents, qui ont toujours des projets de mariage pour elle. Outre les punitions et les brimades, elle est chassée de sa chambre, où elle passait de longs moments seule en prière, et se voit contrainte de remplacer la servante dans les tâches ménagères,. Cette réaction de ses parents ne change pas la volonté de Catherine et ne diminue pas sa ferveur. Elle considère alors que si elle n'a plus de chambre ou de cellule pour prier, c'est qu'elle doit donc faire de son âme une « cellule intérieure », intuition qu'elle développe tout au long de sa vie,.
Catherine reste servante pendant plusieurs mois ; ayant du mal à servir ses parents, elle décide de les servir comme si ses parents étaient Dieu ou des saints. Mais c'est un songe qu'elle aura quelques mois plus tard qui change son attitude. Lors de ce songe, elle voit Dominique de Guzmán lui tendre un lys et un habit des sœurs dominicaines de la Pénitence lui assurant qu'elle fera partie de cette congrégation. Au réveil, Catherine révèle devant toute sa famille le vœu secret de chasteté qu'elle avait fait plusieurs années auparavant. Cette détermination et les phénomènes surnaturels dont elle bénéficiait amènent son père à changer d'avis et à l'autoriser à entrer au couvent.

### Entrée en religion

#### L'étrange maladie
L'autorisation donnée par son père permet à Catherine de mener une vie plus conforme à ce qu'elle désire. Elle redouble d'ascèse et dès l'âge de seize ans cherche à vivre une vie assez extrême à travers des jeûnes (elle ne mange plus que du pain et des herbes crues, les historiens parlant à son propos d'« anorexie sainte »), des privations de sommeil pour prier et diverses pénitences. Sa mère, Lapa, s'inquiète de la santé de sa fille et décide de l'emmener faire une cure à Vignone en val d'Orcia pour se reposer. Ce n'est que de retour des bains que Lapa se décide à demander l'intégration de sa fille parmi les sœurs de la Pénitence de saint Dominique.
Les sœurs de la Pénitence de saint Dominique (surnommées les Mantellate du fait de leurs habits noirs, mantello en italien) ont pour fondateur Dominique de Guzmán (1170-1221), qui a aussi fondé l'ordre des Frères prêcheurs. Elles constituent alors un groupement pieux essentiellement composé de veuves qui ne suivent pas au sens strict une règle religieuse, dans la mesure où elles ne font pas de vœux religieux. Elles se consacrent aux œuvres de charité, aux visites des prisonniers ou des malades et se réunissent pour la messe et pour recevoir des instructions religieuses.
Lorsque sa mère la présente, Catherine essuie un refus de la part des sœurs qui la trouvent trop jolie, trop jeune et sans doute trop exaltée et immature pour la vie religieuse. Catherine tombe gravement malade peu de temps après, avec de fortes fièvres et couverte de pustules. Cette maladie inquiète Lapa. Catherine demande de nouveau à entrer chez les Sœurs de la Pénitence de saint Dominique. Sa mère veut respecter les volontés de sa fille et permet qu'elle postule de nouveau. Un deuxième entretien a lieu chez les sœurs, bouleversées par l'ardeur et le courage de Catherine, qui les décident finalement à l'intégrer au sein de leur congrégation. La cérémonie a lieu entre fin 1364 et début 1365. Catherine reçoit l'habit blanc des mains du frère Bartolomeo Montucci, maître de la congrégation,.

#### Clôture
Admise chez les sœurs de la Pénitence, Catherine doit faire son noviciat chez elles, sous la direction et l'enseignement des maîtres des tertiaires. Elle reste alors silencieuse et observe de longs moments de prière dans sa chambre, sortant pour assister à la messe et aux offices. Elle continue sa vie d'ascèse et décide de ne prendre de la nourriture qu'après avoir pleuré, ce qu'elle explique dans ses écrits en évoquant le « don des larmes ».
Dans le même temps, Catherine, souvent discrète et silencieuse, commence à avoir une vie mystique importante, connue grâce à son confesseur : elle a des visions et apparitions, et des colloques avec Jésus qui l'enseigne. Elle affirme à son confesseur avoir été instruite par ces apparitions. Ces visions sont aussi suivies de moments de doutes, d'angoisses et de fortes tentations. De ces apparitions, décrites par ses biographes, découlent certains dialogues et certaines intuitions qui ont une profonde influence sur sa vie spirituelle. Au cours de cette période, elle apprend à lire suffisamment pour pouvoir lire la liturgie des Heures.
Une des visions qu'elle a est celle de Dieu, vu sous la forme d'un arbre dont les racines sont unies à la terre et le sommet au ciel. Au pied de l'arbre, elle voit des épines. Ces épines représentent les peines et les difficultés au début pour aller vers Dieu, comme le Christ crucifié. Une personne qui veut aller vers Dieu doit donc passer par ces peines, représentées par les épines, alors que beaucoup s'en échappent, préférant rechercher les plaisirs du monde. Cependant, l'arbre est immuable et ne se refuse à personne, ce que Catherine interprète comme le fait que Dieu ne se retire pas d'une créature qui a le désir de venir à lui.
En 1377, dans une de ses visons, Catherine aurait reçu de la Vierge la confirmation d'une thèse soutenue par l'ordre dominicain, auquel Catherine appartenait : la Vierge lui aurait dit avoir été conçue avec le péché originel. La Vierge se serait ainsi inscrite en faux contre le futur dogme de l'Immaculée Conception. Le cardinal Prospero Lorenzo Lambertini, futur Benoît XIV, dans son traité De servorum Dei beatificatione et de beatorum canonizatione, 1734-1738, cite des théologiens pensant que les directeurs ou les éditeurs de Catherine avaient falsifié ses paroles; il cite aussi le Père Lancicius (pl), qui croyait que Catherine s'était trompée par suite d'idées préconçues.

#### Mariage mystique

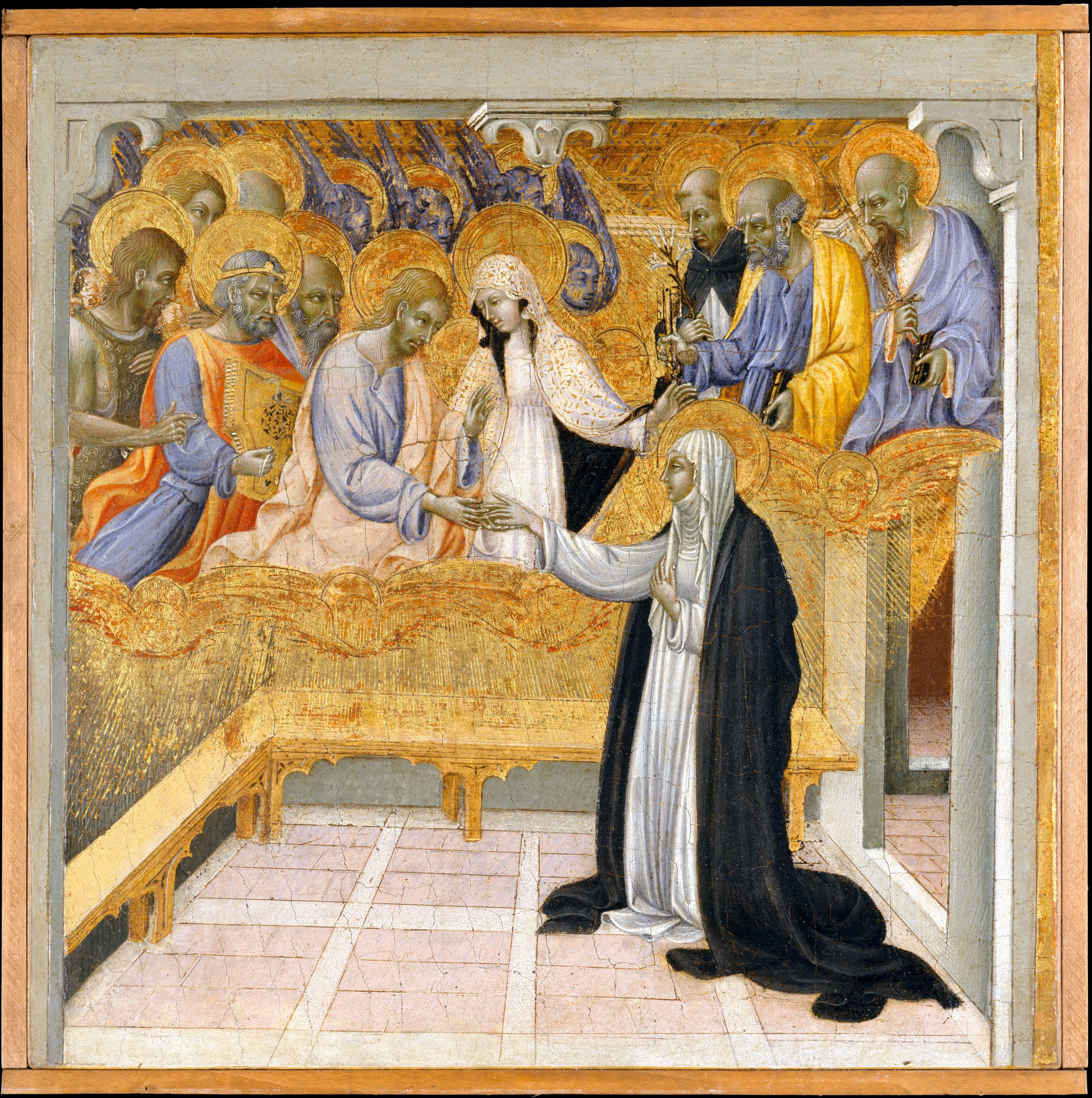
Le Mariage mystique de Catherine de Sienne, 1460, Giovanni di Paolo.

Pendant le carnaval de 1368, Catherine a une apparition qu'elle décrit comme étant son « mariage mystique avec le Christ »,,. Au cours de la vision, le Christ lui apparaît et lui remet un anneau, signe qu'elle est son épouse. La vision s'efface mais Catherine dit ressentir en permanence cet anneau et même le voir, et elle est la seule à l'avoir vu.
Le mariage mystique, à l'instar du Cantique des cantiques, est le symbole de l'union entre l'homme et Dieu. À travers l'histoire de l'Église, de nombreux auteurs ont parlé, comme Thérèse d'Avila, Origène, Jean de la Croix, François de Sales, Thérèse de Lisieux, de cette union comme étant le sommet de la vie chrétienne, après des périodes de fiançailles, de doutes, d'abandons,.

### Vie publique

#### Début de l'engagement public
Le mariage mystique marque pour elle le début d'un nouveau changement dans son attitude. Elle participe davantage aux activités des sœurs de la Pénitence à travers la visite des malades qu'elle soigne. Elle met en pratique son amour de Dieu en s'occupant des malades et pauvres,. Des phénomènes de thaumaturge lui sont attribués, ses biographes affirment qu'elle guérit miraculeusement des personnes. Elle a souvent des extases, de manière privée ou publique : elle se raidit soudainement, perd connaissance et tous ses membres se contractent. Les moqueries s'accentuent, elle est calomniée et accusée d'être une femme de mauvaise vie,.
En août 1368, le père de Catherine, Giacomo, tombe malade et meurt, malgré les prières de sa fille. À la même époque, la ville de Sienne est en proie à des révoltes importantes qui remettent en cause le pouvoir en place, dit « gouvernement des 12 ».
Cette période marque le début d'un engagement public intense, où elle commence à rencontrer et conseiller des dominicains : par l'intermédiaire de Tommaso della Fonte, elle fait la connaissance de Bartolomeo di Domenico, un jeune dominicain qui lui rend visite. De cette rencontre naît une grande amitié spirituelle entre eux deux : Bartolomeo transmet à Catherine sa connaissance théologique ; elle lui prodigue des encouragements et, plus tard, lui envoie des lettres.
Elle rencontre aussi le frère Lazzarino de Pise, célèbre prédicateur franciscain qui, après avoir été méprisant à son égard, lui demande des conseils pour le guider spirituellement. Elle rencontre ensuite, toujours par l’intermédiaire de Tommaso della Fonte, le frère Tommaso di Antonio di Nacci, dit Caffarini, dominicain qui, après la mort de Catherine, écrit une de ses premières biographies, la Legenda minore. La renommée de Catherine se répand. Celle-ci commence à voyager, sans doute avec Raymond de Capoue, nommé par le pape pour prêcher la croisade.

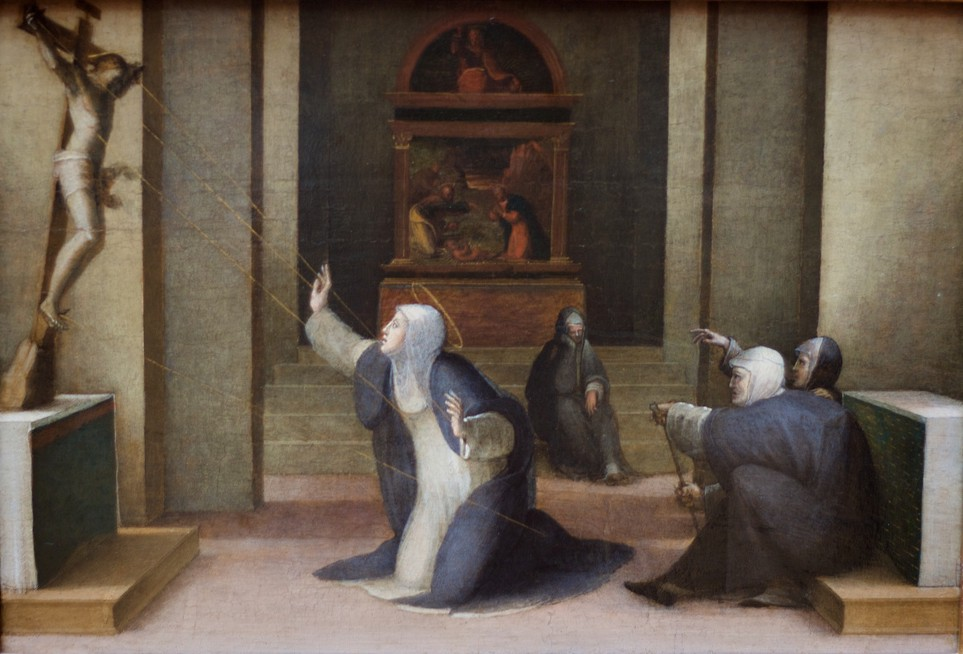
Stigmatisation de sainte Catherine, Domenico Beccafumi, XVI, Getty museum.

Le 21 mars 1371, lorsqu'une révolte éclate à Bologne, Catherine rencontre le cardinal Pierre d'Estaing, dit d'Ostie, légat de Bologne, et commence à écrire à d'autres prélats et à des fonctionnaires du pape Grégoire XI. C'est le début de l'engagement de Catherine de Sienne pour la réforme de l'Église et le retour du pape à Rome.
En 1374, la jeune mystique, qui a suscité l'étonnement à Sienne et dans l’ordre dominicain, comparaît devant le chapitre général des dominicains à Florence. Elle y rencontre le bienheureux Raymond de Capoue qui devient son directeur spirituel.
À la Pentecôte, elle reçoit les stigmates du Christ, stigmatisation qu'elle décrit à Raymond de Capoue. Elle n'est pas visible car Catherine aurait prié pour que les stigmates ne se voient pas.

### Défense de la papauté

#### Ambassadrice officieuse de Florence auprès du pape

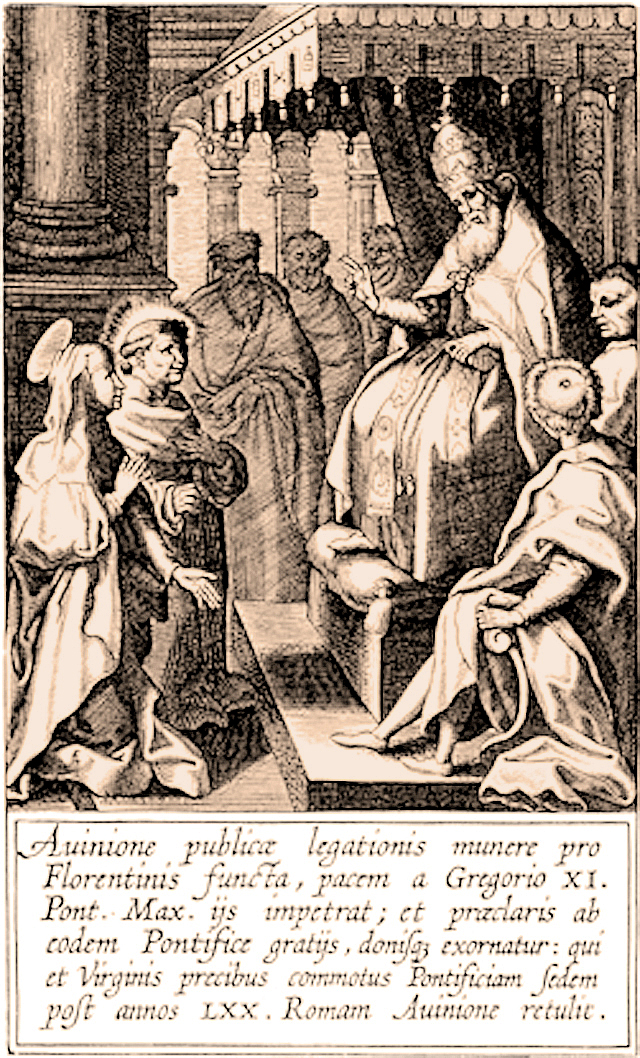
Catherine de Sienne et Raymond de Capoue implorent à Avignon Grégoire XI de faire la paix avec Florence.

À partir de 1375, elle prend de manière publique la défense des intérêts du pape en s'engageant pour le retour des papes d'Avignon à Rome et pour l'unité et l'indépendance de l'Église. Lors d'une rencontre avec les responsables de la ville de Florence, elle est envoyée par eux auprès du pape afin de tenter de réconcilier la papauté et Florence.
Catherine, accompagnée des catterati (?) et de Raymond de Capoue, part en avril 1376 pour Avignon où réside le pape. Ils passent par Bologne où ils se rendent sur la tombe de saint Dominique et arrivent le 18 juin à Avignon à la cour du pape Grégoire XI. Elle obtient une audience avec le pape et informe Florence de l'attitude positive du pape à leur égard, tout en critiquant ouvertement les mesures que Florence a prises contre le clergé.
Peu de temps plus tard, les ambassadeurs de Florence viennent à Avignon afin de voir le Pape ; Catherine de Sienne est ouvertement ignorée par la délégation d'ambassadeurs et la négociation avec les ambassadeurs de Florence se conclut par un échec. Catherine de Sienne reste néanmoins auprès du pape, qu'elle revoit plusieurs fois. Elle le conseille et lui demande à de nombreuses reprises trois choses : la première est de partir pour Rome et de revenir dans la « ville de saint Pierre », la deuxième est de relancer la grande croisade, et enfin de lutter contre les vices et péchés au sein de l'Église. Le pape Grégoire XI préfère rechercher la paix avant de partir en croisade, Catherine de Sienne insiste sur le fait qu'il ne faut pas attendre, et qu'au contraire, la paix viendra avec la croisade qui éloignera les guerriers. Dans ses lettres, elle suggère souvent au pape de partir au plus vite pour Rome, et cela malgré la forte opposition des cardinaux qui préfèrent vivre dans la ville d'Avignon.
Catherine suscite la méfiance à Avignon du fait de son influence croissante auprès du pape, mais aussi par ses extases publiques. Elle est suivie secrètement, à la demande du pape, par des théologiens qui après examen ne lui reprochent rien. Elle part visiter le duc d'Anjou pour le convaincre de prendre la gérance de la croisade. Elle reçoit une invitation pour Paris du roi de France Charles V, mais elle décline cette invitation afin de retourner en Avignon avant de rejoindre l'Italie par les voies terrestres.

#### Le pape quitte Avignon pour Rome

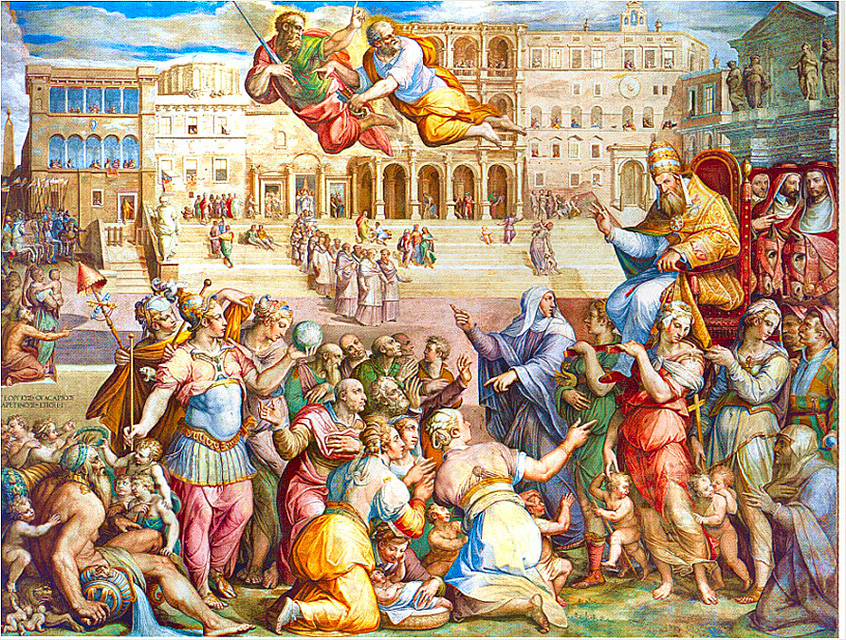
Catherine de Sienne escorte le pape Grégoire XI à Rome, le 17 janvier 1377, fresque anachronique de Giorgio Vasari (1511-1574).

L'influence de Catherine de Sienne est sans doute le facteur principal qui conduit le pape Grégoire XI à quitter Avignon pour Rome. Il quitte la cité d'Avignon le 13 septembre 1376 et embarque pour Marseille, malgré l'opposition d'une partie des cardinaux et les dangers possibles, notamment l'opposition de Florence par la guerre des Huit Saints, mais aussi l'inconnue que représente le retour à Rome,. Le pape Grégoire XI part par la mer ; à la suite d'une tempête, il débarque à Gênes le 18 octobre.
Quant à Catherine, elle part par voie terrestre en passant par Saint-Tropez, Varazze, puis Gênes. C'est dans cette dernière ville que, selon la Legenda minore, elle aurait de nouveau rencontré Grégoire XI. Le pape poursuit son voyage jusqu'à Rome en passant par Corneto où il parvient le 6 décembre 1376, puis il arrive à Rome le 16 janvier 1377 en remontant le Tibre.
Catherine de Sienne demeure à Gênes et ne continue pas son chemin jusqu'à Rome ; elle n'y est pas lors de l'arrivée de Grégoire XI dans la « ville éternelle », bien que des représentations postérieures, anachroniques, la représentent l'accueillant à Rome. Elle reste à Gênes où ses compagnons de route sont victimes de maladies. De plus elle reçoit la visite de sa mère qui la rejoint à Gênes. Elle rencontre les chartreux de Calvi, puis arrive dans sa ville natale, Sienne, au début de l'année 1377.

#### Val d'Orcia

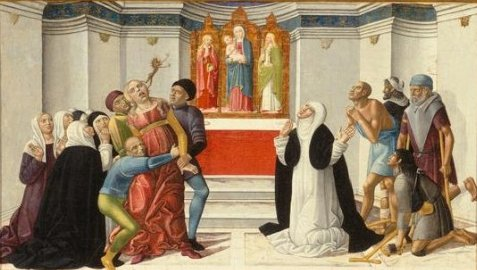
Sainte Catherine de Sienne exorcisant une femme possédée, Girolamo di Benvenuto, 1500-10, musée d'Art de Denver.

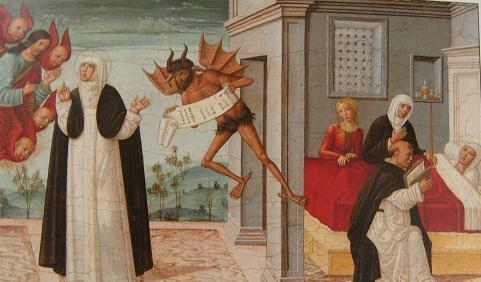
Catherine obtient du Christ la libération de sa sœur Palmerina de son pacte avec le diable avant de mourir, Girolamo di Benvenuto (1470-1524), Cambridge (Ma), Fogg Art Museum.

Catherine s'installe à Sienne où sa renommée se fait de plus en plus grande. La ville de Sienne lui fait don d'un château qu'elle transforme en monastère, inauguré en avril 1377 : le monastère Sainte-Marie-Des-Anges qui sera détruit peu de temps après sa mort. Elle rencontre Niccolo di Tuldo, condamné à mort car considéré comme possédé par le diable. Elle aurait réussi à lui parler et obtenir sa conversion à la foi catholique. Ses biographes mentionneront au cours de cette période de nombreuses conversions et des exorcismes,.
Dès le 15 avril 1377, Catherine fait preuve d'une activité intense. Elle part pour Sienne et supplie par écrit le pape d'instaurer la paix à la suite du massacre de Césène commis par l'armée des Bretons fidèles aux papes. Elle parle aux moines de la chartreuse de Mangiano, parcourt le val d'Orcia afin de favoriser la paix avec le pape. Elle écrit à ce dernier pour promouvoir la paix avec la Toscane et encourage la croisade. Pendant ce temps, la ville de Bologne décide de faire la paix avec Rome le 21 août 1377.

#### Paix florentine et la fin de la guerre des Huit Saints
La situation de la papauté de retour à Rome devient cependant difficile concernant la ville de Florence. Face à la désobéissance de la ville, le pape décide d'y instaurer des interdictions, notamment celle d'y célébrer des sacrements, ou de commercer avec la ville sous peine d'excommunication,. Grégoire XI envoie une délégation afin de faire la paix mais cette entreprise menée par Raymond de Capoue est un échec. La ville de Florence est d'autant plus opposée au pape qu'elle craint l'arrivée de l'armée de Bretons. Elle décide par conséquent de violer ouvertement l'interdit du pape le 22 octobre 1377,.
Face à cette situation portant atteinte au pouvoir de la papauté, d'autant que la ville de Florence est l'une des villes les plus puissantes, Catherine implore la levée de l'interdit et la clémence du pape à de nombreuses reprises dans ses lettres. Le pape décide alors d'envoyer Catherine afin de faire plier la ville de Florence. L'envoyée part donc et arrive le 13 décembre 1377 dans la ville infidèle au pape,. Les négociations commencent et Catherine demande à Florence d'obéir au pape tout en demandant à de nombreuses reprises au pape de rechercher la paix. Les négociations avancent notamment par l'intermédiaire du seigneur de Milan, Barnabé Visconti, ce qui conduit à la levée de l'interdit en échange de la restitution des terres aux états pontificaux. Les négociations sont cependant suspendues le 27 mars 1378 par l'annonce de la mort du pape Grégoire XI. Florence envoie immédiatement une délégation pour négocier avec le nouveau pape élu le 8 avril 1378 : Urbain VI.
Face à l'opposition importante de groupes de Florence, qui brûlent les maisons des compagnons de Catherine de Sienne, celle-ci décide de partir un temps en ermitage dans les alentours de Florence. Elle écrit au nouveau pape Urbain, ancien cardinal que Catherine avait rencontré lors de son passage à Avignon, en lui affirmant la nécessité de faire la paix avec Florence quoi qu'il en coûte, craignant l'arrivée de l'« hérésie » (le schisme).
Pour apaiser cette révolte et les tensions qui existent au Vatican, le nouveau pape envoie à Florence un rameau d'olivier le 18 juillet 1378, signe de la volonté du pape de faire la paix avec Florence,. Le 28 juillet 1378, la paix est signée avec le pape, levant les interdits et mettant fin à la guerre des Huit Saints,. Le 2 avril 1379, Catherine part de Florence pour sa ville natale.

#### La rédaction du Dialogue
La fin du conflit avec Florence permet un temps de tranquillité pour Catherine de Sienne. Elle se retire et tombe souvent en extase, elle affirme converser avec Dieu. Elle dicte alors les paroles qu'elle reçoit dans ses transes,.
Ses dialogues, sous sa dictée, sont mis par écrit par cinq secrétaires et seront publiés sous différents noms : Le Dialogue, Traité de la Divine Providence, Livre de la Divine Doctrine, Livre de la Divine révélation. Ce livre se divise en quatre traités : le premier est la Discrétion, le deuxième est l'Oraison ou Traité des Larmes, le troisième est la Providence et le quatrième est sur l'Obéissance.
La nature de ces écrits, pour Catherine de Sienne qui n'avait pas eu de formation poussée, a été l'objet de débats du fait de l'importance théologique qu'elle a eue dans le christianisme avec la proclamation de Catherine comme docteur de l'Église,.

#### Le Grand Schisme d'Occident (1378-1417)
Catherine de Sienne avait, dans ses écrits, mis en garde le pape à de nombreuses reprises contre la possibilité de schisme, qu'elle appelle dans ses écrits l'hérésie. Alors que le pape Urbain VI est élu sans contestation, les cardinaux, principalement français, se réunissent à Fondi le 18 septembre 1378 avec l'appui du comte Gæteni, et décident d'élire le cardinal Robert de Genève comme pape, devenant ainsi l'antipape Clément VII. Il prend la tête de l'armée de Bretons et les envoie en Romagne où ils dévastent la région.
Catherine quitte Sienne en novembre 1378 pour Rome où elle arrive le 28 novembre accompagnée de plusieurs membres de son ordre. Elle est reçue par le pape Urbain VI qui voit dans sa présence un soutien de taille. Catherine vit alors à Rome où elle commence une « croisade de prière » : elle demande à ses amis de prier, décrivant comme une douleur immense cette division de l'Église. Elle recommande d'agir avec charité, seule solution pour elle pour parvenir à résoudre les problèmes de la chrétienté. Elle reste souvent au Vatican pour prier, et montre un zèle particulier pendant le carême pour la pénitence et les mortifications. Catherine écrit à Louis Ier, roi de Hongrie et de Pologne, et appelle à l'obéissance au pape. Elle compare l'antipape au serviteur du démon et écrit aux nombreux responsables des grandes villes d'Italie afin de les soumettre à l'obéissance au pape.
Cette séparation du pape est pour Catherine de Sienne un acte très grave dans la mesure où il conduit à faire des membres schismatiques. Selon elle, cela conduit à les couper de la relation avec Dieu en faisant des « membres pourris exclus de la participation du sang » et donc de Dieu.

#### Vaisseau de l'Église
Au début de l'année 1380, Catherine continue de s'activer pour défendre le pape Urbain VI. Elle veut aller à la rencontre de la reine de Naples Jeanne Ire afin de vaincre son opposition au pape Urbain VI, mais ce dernier s'y oppose, craignant pour sa vie. Catherine écrit aux cardinaux qui ont élu le pape, avant de s'opposer à lui, leur disant qu'ils ont perdu toute révérence et qu'ils font désormais l'office du démon en s'opposant au pape. Raymond de Capoue, le directeur spirituel de Catherine de Sienne, est envoyé par le pape en mission auprès du roi de France, Charles, afin de retrouver sa confiance. Catherine, sachant sa mort proche, lui fait ses adieux, lui affirmant par écrit qu'ils ne se reverront plus.
Catherine, qui a une influence grandissante auprès de religieux se considérant comme ses disciples, décide de leur écrire. Elle demande aux religieux et aux ermites de soutenir le pape mais aussi de venir s'installer à Rome dans ces périodes troubles. Malade et affaiblie, sans doute en grande partie du fait de ses nombreuses pénitences, elle est épuisée et fait ses adieux à ses amis.

#### Une anorexie mystique qui la mène au décès
Pendant de nombreuses années, elle s'était habituée à une abstinence rigoureuse. Elle recevait la Sainte Eucharistie presque tous les jours. Ce jeûne extrême semblait malsain aux yeux du clergé et de sa propre fratrie. Son confesseur, Raymond, lui a ordonné de manger correctement, mais Catherine a affirmé qu'elle en était incapable, qualifiant son incapacité à manger d'infermità (maladie). Dès le début de l'année 1380, Catherine ne peut ni manger ni boire de l'eau. Le 26 février, elle perdit l'usage de ses jambes.
Catherine meurt à Rome, le 19 ou 29 avril 1380, à l'âge de trente-trois ans, après avoir subi huit jours plus tôt une forte attaque qui l'a paralysée à partir de la taille. Ses derniers mots furent : « Père, entre tes mains, je remets mon âme et mon esprit ». Catherine de Sienne est morte de privations volontaires, certains voudraient ainsi la considérer comme la patronne des anorexiques.
Catherine est enterrée quelques jours plus tard en présence du pape, qui célèbre des obsèques solennelles dans la basilique de la Minerve.

## Héritage

### Doctrine spirituelle

#### Spiritualité

##### La vie spirituelle selon Catherine de Sienne

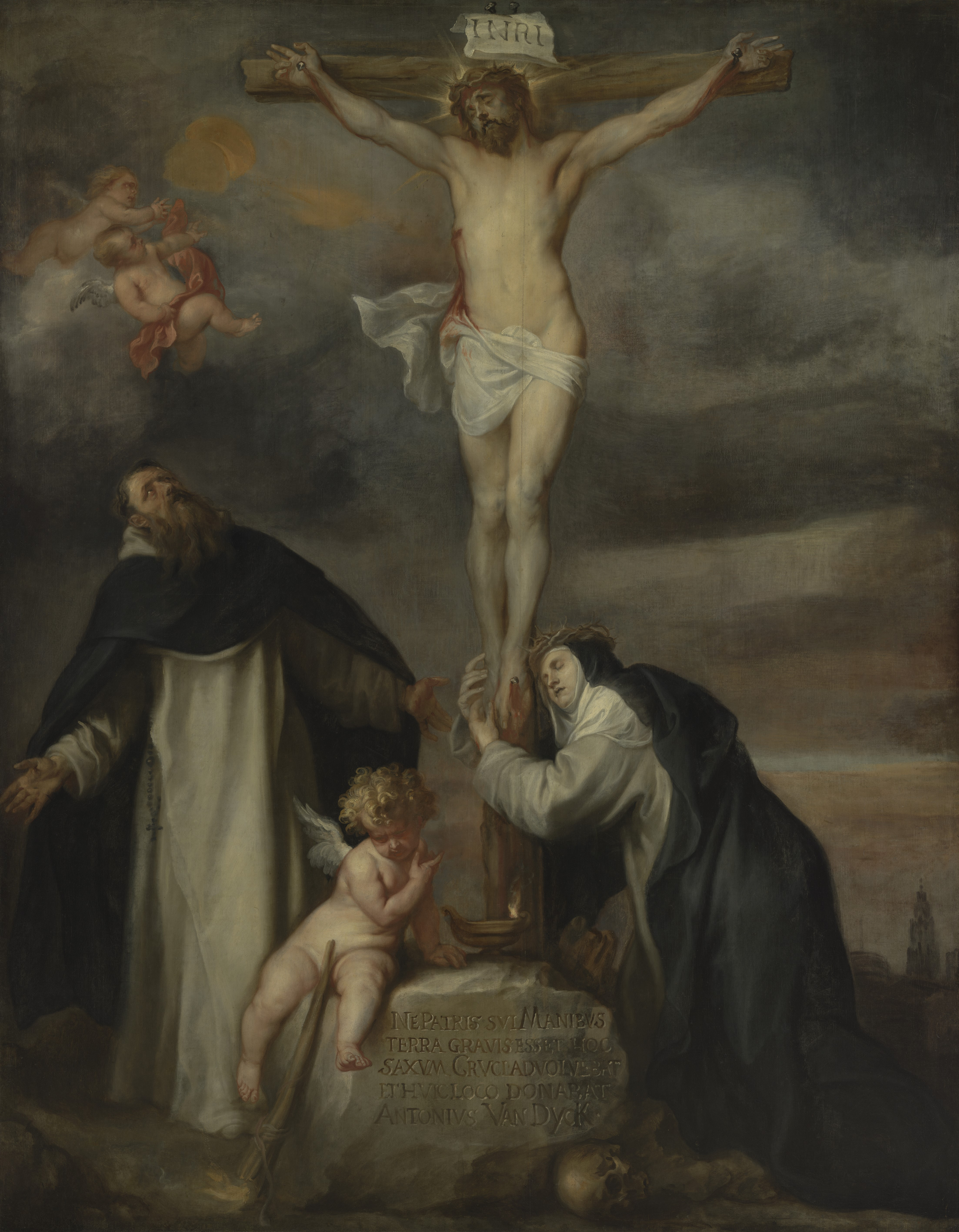
Représentation de Catherine de Sienne pendant la Passion du Christ - Le Christ en Croix avec Catherine de Sienne, Saint Dominique et un Ange, Antoine van Dyck, vers 1629, musée royal des beaux-arts (Anvers)

La vie spirituelle consiste pour Catherine de Sienne à l'union à Dieu. Elle décrit cette union à Dieu comme une « voie de vérité ». La Passion du Christ est centrale pour elle qui considère que la mort du Christ sur la croix est un sacrifice, permettant la connaissance de Dieu par la présence du « sang rédempteur ».
Dans ses écrits, elle présente trois étapes de la vie spirituelle. La première consiste en l'amour de la Passion ; elle indique même que la passion du Christ est le meilleur guide pour la vie spirituelle : il « vaut mieux que tous les livres ». La deuxième étape est la conséquence de la première : cet amour conduit pour Catherine de Sienne à l'imitation du Christ, à travers une vie d'ascèse, de sacrifices, de pénitences, de prière et de services aux autres afin de ressembler au Christ et à son sacrifice sur la Croix,. Ainsi, l'imitation conduit à vouloir devenir un « Alter Christus »(« Autre Christ »). La troisième étape consiste à désirer la Croix, c'est-à-dire les souffrances et les difficultés quotidiennes et surmontées, et de s'y attacher, non plus pour soi, mais pour les autres.

##### La «cellule intérieure»: l'habitation de la Trinité en l'âme
Dans ses écrits elle développe ce que la théologie appelle « inhabitation de Dieu en l'âme », ou « l'habitation de la Trinité » : la croyance que Dieu est présent en l'âme. Cette découverte se fait très tôt chez Catherine. Privée par ses parents de l'accès à sa chambre où elle avait l'habitude de prier, Catherine découvre alors qu'elle peut vivre avec Dieu qui est présent à l'intérieur d'elle-même, dans l'âme. Ce lieu, Catherine le décrit comme sa « cellule intérieure ».
Dans ses écrits et les conseils spirituels qu'elle y donne, elle mentionne à différentes reprises l'existence de cette cellule intérieure, comme dans la lettre 223 à Alessia où elle affirme « Fais-toi, ma fille, deux habitations : l'une dans ta cellule, pour ne pas aller causer de tous les côtés, et pour n'en sortir que par nécessité, par obéissance à la prieure, ou par charité. Fais-toi une autre habitation spirituelle que tu porteras toujours avec toi : c'est la cellule de la vraie connaissance de toi-même. Tu y trouveras la connaissance de la bonté de Dieu à ton égard ; ce sont deux cellules dans une ; et, en étant dans une, il ne faut pas quitter l'autre, car l'âme tomberait ainsi dans le trouble et la présomption. », Elle affirme la nécessité d'entrer en soi-même afin d'« habiter par habitude » pour agir en union avec Dieu. Cette habitation de Dieu en l'âme est centrale pour Catherine de Sienne dans la mesure où elle conduit à « posséder Dieu ».

##### La «cellule intérieure»: connaissance de soi et connaissance de Dieu

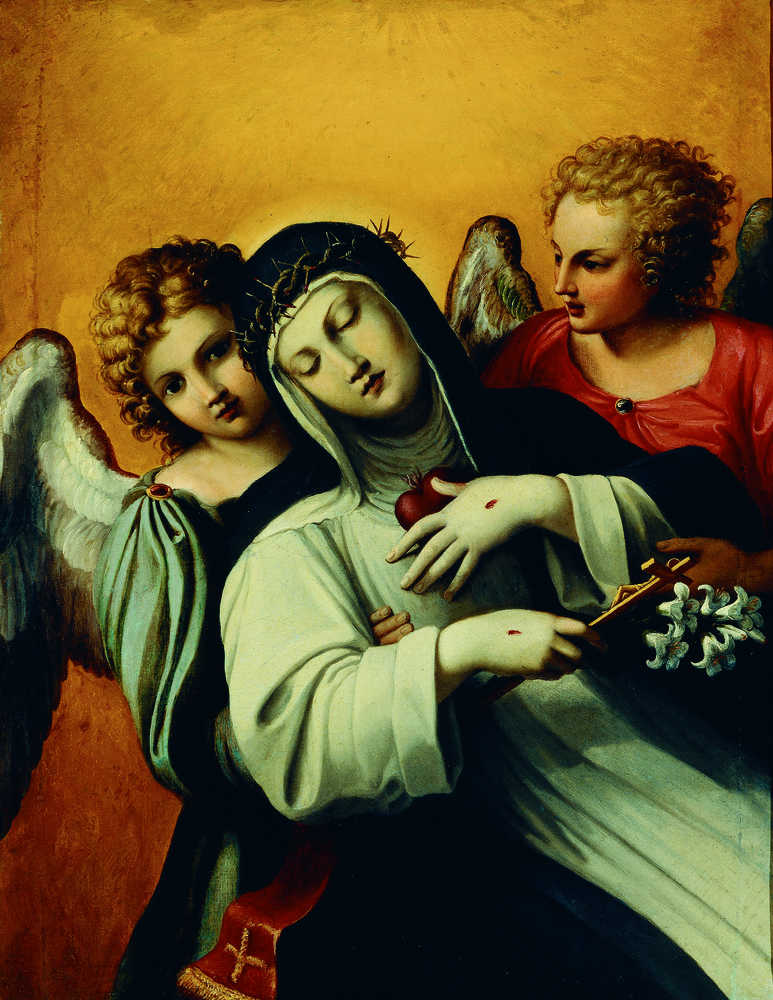
L'Extase de sainte Catherine de Sienne, Agostino Carracci, 1570, galerie Borghèse, Rome.

La connaissance de soi-même est un élément important déjà développé par des philosophes comme Socrate avec le célèbre connais-toi toi-même, mais aussi par de grands théologiens comme Augustin d'Hippone (Ve siècle) qui a, dans les « Soliloques », montré l'importance de la connaissance de soi dans la vie spirituelle : « Ô Dieu éternel, puissé-je savoir qui je suis et qui tu es ! », thème qu'il développe encore dans Les Confessions à propos de Dieu : « plus intime à moi que moi-même, plus haut que le plus haut de moi-même ». Cette connaissance est aussi présente avec Bernard de Clairvaux (XIIe siècle) qui dans sa lettre au pape « De Consideratione » décrit l'importance de la connaissance de soi-même : « Commence par te considérer toi-même. Évite de te disperser vers d'autres sujets en négligeant ta propre personne. À quoi te servirait de gagner le monde entier en étant le seul à te perdre ? Quelle que soit l'étendue de ton savoir, il te manquerait toujours pour atteindre la plénitude de la sagesse, de te connaître toi-même. »,. Catherine de Sienne, dans ses écrits et ses enseignements, développe cette même conception de l'importance de la connaissance de soi-même. La connaissance de soi-même proposée par Catherine de Sienne ne consiste pas en une relecture psychologique, ou à un repliement égocentrique.
Elle considère cette connaissance comme centrale à la vie au point d'affirmer dans Le Dialogue que « la prière doit être fondée sur la connaissance de soi-même ». Pour parvenir à se connaître soi-même, Catherine de Sienne affirme qu'il est nécessaire de rentrer en soi-même, dans ce qu'elle appelle la « cellule intérieure ». Elle invite à ne jamais quitter cette cellule intérieure, même quand on agit.
Cette habitude d'intériorité conduit pour Catherine de Sienne à comprendre dans quelle mesure nous n'existons que grâce à Dieu : « Nous devons reconnaître que nous n'avons pas l'être par nous-même, mais que nous le tenons de Dieu ». Dans Le Dialogue, elle voit dans les conséquences du péché la manifestation de notre néant. Néanmoins, cette reconnaissance de notre néant et de nos fautes ne constitue pas pour Catherine de Sienne la connaissance de soi, mais elle doit aller plus loin, car la personne doit découvrir, par la foi, la bonté et la miséricorde de Dieu dans ses limites : « Je veux bien que tu voies ton néant, ta négligence, ton ignorance, mais je veux que tu les voies non dans les ténèbres de la confusion, mais à la lumière de la bonté divine que tu trouves en toi. Apprends que le démon ne veut que vous arrêter à la connaissance de vos misères, tandis que la connaissance doit toujours être accompagnée de l'espérance de la miséricorde divine. »,,
La connaissance de soi-même est donc profondément unie à la connaissance de Dieu, une connaissance en soi de Dieu. Pour Catherine la connaissance de soi-même n'est possible qu'en passant par le regard de Dieu : « L'âme ne se voit pas par elle-même mais par Dieu, et elle voit Dieu par Dieu en tant qu'il est amour »,. L'âme peut découvrir qu'elle a été créée à l'image de Dieu, et que bien souvent elle s'en écarte par ce que Catherine appelle le péché, ce n'est que par la connaissance de soi-même que nous pouvons faire l'expérience de notre misère qui est surmontée par l'Amour de Dieu présent en nous : « L'amour, ce lien si suave et si doux. Oui, ma très chère fille, puisqu'il est si doux, si agréable et si nécessaire, il ne faut plus dormir ; il faut se lever avec un vrai et saint désir, avec zèle, il faut le chercher avec courage… Et si vous me demandez « Où pourrai-je le trouver ? » Je vous répondrai dans la cellule de la connaissance de vous-même, où vous trouverez l'amour ineffable que Dieu vous porte ; car c'est par amour que Dieu vous a créé à son image et ressemblance ; c'est par amour qu'il vous a fait renaître à la grâce dans le sang de son Fils unique. » Pour Catherine de Sienne, la connaissance de Dieu commence par la connaissance d'elle-même. C'est donc l'action de la connaissance de soi-même, avec ses limitations, qui conduit, pour Catherine de Sienne, à la découverte de l'amour de Dieu et de sa miséricorde, par la contemplation de la Passion.
Le chemin de cette connaissance de soi-même n'est cependant pas facile pour Catherine de Sienne, car ce sentiment de l'amour et de la miséricorde de Dieu peut disparaître. Elle invite donc à une vie de vertu, de patience et d'humilité afin de fuir le péché et s'unir plus à Dieu. Or cette recherche de vertu est difficile et demande de prendre le chemin de la Croix. L'existence de tentations est présente, ce qu'elle appelle une « descente aux enfers ». Le moyen d'y résister est alors de revenir dans cette connaissance de soi-même.
La vie intérieure est pour Catherine de Sienne un continuel va-et-vient entre la connaissance de soi-même qui conduit à la connaissance de Dieu. Cette connaissance de Dieu conduit à une meilleure connaissance de soi-même et à une plus grande persévérance qui s'ouvre à la charité du prochain par humilité.
Néanmoins, la connaissance de soi-même et de Dieu n’est pas une fin en soi pour Catherine de Sienne. Celle-ci doit conduire non pas au repliement sur soi, mais à l'Amour du prochain qui est aimé de la même manière. Catherine affirme ainsi : « Contemplant en elle-même l'effet de l'amour infini et voyant l'image qu'est la créature, elle trouve Dieu en son image. Cet amour que Dieu lui porte, elle le voit s'étendre à toute créature, et cela la force aussitôt à aimer le prochain comme soi-même, puisque Dieu l'aime souverainement. », La connaissance de soi-même devient pour Catherine la source de l'apostolat et de l'ouverture à l'autre.

#### Réforme de l'Église

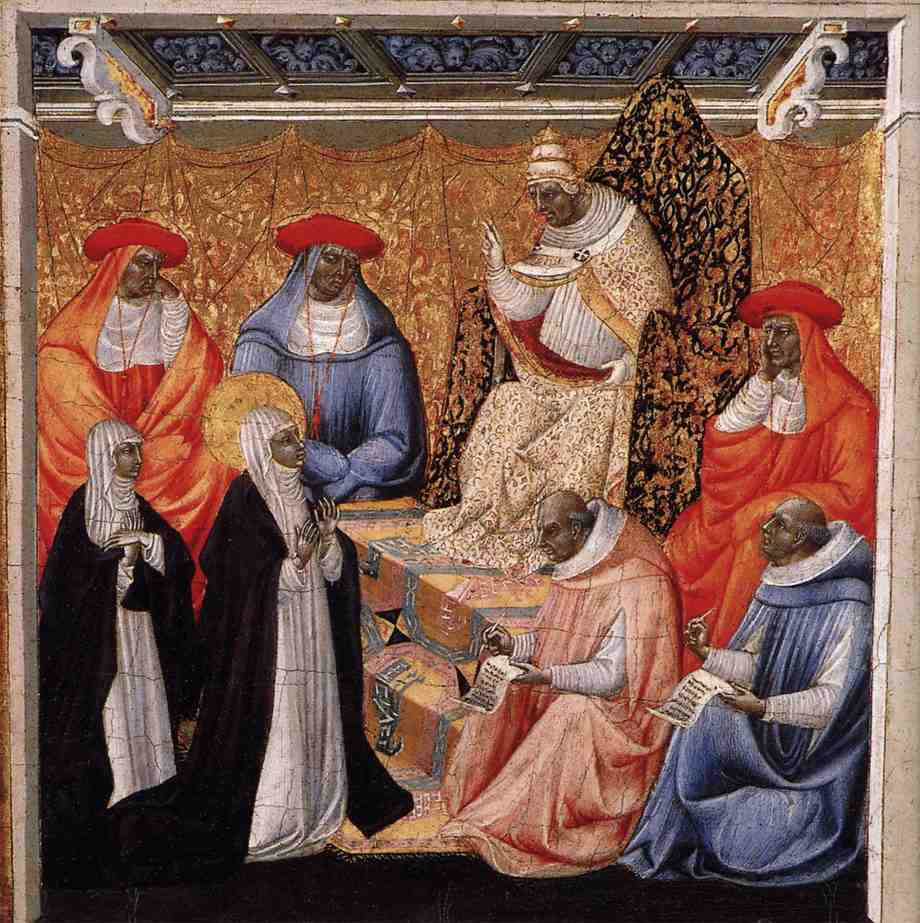
Grégoire XI reçoit Catherine de Sienne à Avignon, Fresque de Giovanni di Paolo, vers 1460, musée Thyssen-Bornemisza, Madrid.

La vie de cette sainte est profondément marquée par sa volonté de rénovation de l'Église. Son ecclésiologie, c'est-à-dire la conception qu'elle se fait de l’Église, n'est pas à proprement parler révolutionnaire : elle ne remet pas en question les structures hiérarchiques traditionnelles de l'Église, comme le fait plus tard le concile de Constance en 1417, et elle ne remet pas non plus en cause son système juridique. De même, elle ne remet pas en cause la possibilité pour le pape d'avoir et de gérer des biens temporels. Cependant, elle considère que l'Église est en crise du fait du manque d'intérêt pour la dimension spirituelle, car les membres de l'Église sont trop préoccupés par les considérations temporelles de pouvoir et de richesse. Catherine ne nie pas les considérations temporelles mais elle considère que celles-ci doivent toujours être secondes, la conversion et la vie des croyants avec Dieu étant sa principale mission. Elle appelle de ses vœux et à de nombreuses reprises à une rénovation.

##### Rôle de l'Église et ministère du Christ dans l'Église
Catherine de Sienne considère que l'Église est l’épouse du Christ,. Pour elle, le pape, mais aussi tous les baptisés, sont responsables des biens du « Sang de l'Agneau ». L'Église est pour elle la gardienne, celle qui communique les dons de Dieu, c'est l'Église qui transmet la « vie » divine. Pour Catherine, les fruits de l'Église sont nécessairement bons dans la mesure où ils dépendent de la charité et du « Sang de l’Agneau », mais aussi du fait de son origine spirituelle : l'Église est « fondée dans l'amour, elle n'est qu'amour ».
Elle utilise la métaphore du jardin pour parler de l'Église, jardin où tout le monde a une place, et où chaque baptisé est une plante,,. Elle considère les prêtres comme des plantes qui doivent être odorantes, et ceux qui ne sont pas encore chrétiens comme de possibles plantes dans le jardin. Elle désire que l'Église puisse être le jardin où l'on puisse « voir le prochain, les chrétiens, les infidèles et toute créature raisonnable se nourrir »,.
L’Église reste profondément unie pour Catherine de Sienne : chaque personne a non seulement sa place mais aussi son rôle. L'union de toutes les personnes de l'Église se fait par sa relation à Dieu, au « Sang de l'Agneau ». La raison de l'autorité de l'Église découle pour Catherine de Sienne de cette union à Dieu qui engendre une union entre tous les membres. L'Église est pour elle un lieu où chaque personne a une place, une responsabilité spécifique, qui amène à une relation d'interdépendance. C'est cette interdépendance qui conduit à avoir besoin les uns des autres, à l'ouverture à l'autre et au respect des différentes vocations. Cette ouverture conduit à faire naître la charité entre ses membres, charité qui n'est possible que par l'amour du prochain.

##### Problèmes dans l'Église

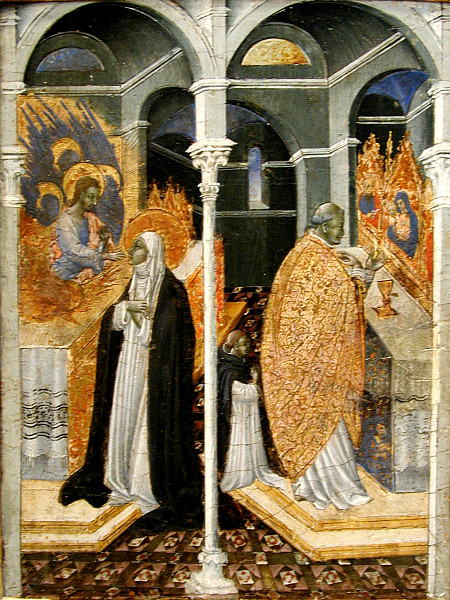
Sainte Catherine recevant la communion des mains du Christ, Giovanni di Paolo, XVe siècle, Metropolitan Museum of Art, New York.

L’Église, avec les papes en exil à Avignon et les divisions qu'elle traverse, notamment sur le rôle temporel du pape et de ses biens, sont les éléments marquants pendant l'époque de Catherine de Sienne. Face à cette situation, Catherine appelle à la rénovation de l'Église. Elle analyse ces difficultés comme étant le fruit d'un manque de foi, de piété, et les conséquences du péché,. Pour elle, les difficultés sont le fruit du péché et du manque de vertu de l'Église. Elle ne nie pas les prétentions temporelles des papes, mais elle considère que le service de Dieu doit être prioritaire sur toute autre considération.
Catherine de Sienne affirme aussi à de nombreuses reprises dans sa correspondance avec le pape, que les problèmes ne sont pas extérieurs à l'Église, mais qu'une grande source des problèmes vient de l'intérieur de l'Église. Elle considère que les problèmes de l'Église viennent de ses membres qui sont remplis d'amour-propre, d'impureté et d'excès d'orgueil,. Dans sa correspondance, elle admet avoir elle aussi une part de responsabilité dans les problèmes de l'Église.
Ainsi le manque de foi, de vertu des prêtres ou des cardinaux est pour Catherine de Sienne l'une des principales difficultés de l'Église. Elle n'hésite pas à écrire au pape Urbain VI, lui recommandant de mener une guerre contre les péchés, et les siens aussi, plutôt que tout autre type de guerre.

##### Rénovation de l'Église
Catherine de Sienne juge la crise de l'Église comme étant une crise spirituelle. Elle y voit une occasion pour l'Église de retrouver sa nature primitive. Elle appelle ainsi à cette Église primitive, comme elle l'écrit dans une lettre à Grégoire XI : « lorsque les ministres ne songeaient qu'à l'honneur de Dieu et le salut des âmes, s'appliquant aux choses spirituelles, et non pas aux choses temporelles ». Afin de parvenir à la rénovation du corps religieux, elle demande souvent au pape de nommer des pasteurs vertueux et appelle à la conversion des membres de l'Église. Elle recommande au pape Urbain VI de s'entourer d'un « Conseil des saints » composé de personnes vertueuses, affirmant « votre autorité s’étend à tout, mais votre vue est bornée comme celle de tout homme ». Dans sa correspondance, elle invite ses disciples à obéir et à lutter pour l'Église, en s'oubliant et en affrontant les « tribulations ». Afin d'y parvenir, elle n'hésite pas à inviter à une lutte virile pour l'Église « Jetez loin de vous toute tendresse pour vous-même et toute crainte servile, car la douce Église n'a pas besoin de telles gens, mais de personnes cruelles à elles-mêmes et compatissantes pour elle ». Enfin, elle voit dans l'arrivée de nouveaux convertis (notamment les « infidèles ») une source de rénovation, ceux-ci étant à même de lutter par leurs futurs exemples contre le vice et le péché qui règnent dans l'Église.
Pour les relations que doit avoir l'Église avec ceux qui s'opposent à elle, comme Florence puis les autres villes, Catherine recommande toujours la clémence et la douceur de la part du pape. Elle affirme à de nombreuses reprises que Florence, alors en conflit ouvert avec le pape, ne sera vaincue que par la paix. Catherine demande avant tout de la douceur, de la clémence et de la paix aux papes face aux villes rebelles contre son autorité,. C'est ainsi qu'elle incite le pape à la douceur : « avec les armes de la douceur, de l'amour et de la paix, plutôt que la rigueur et la guerre ». Cette recherche de la clémence vient de sa conception de l'Église, composée de pécheurs, et le meilleur moyen de vaincre le péché est par le moyen de l'amour et de la prière et en s'offrant pour le salut des pécheurs.

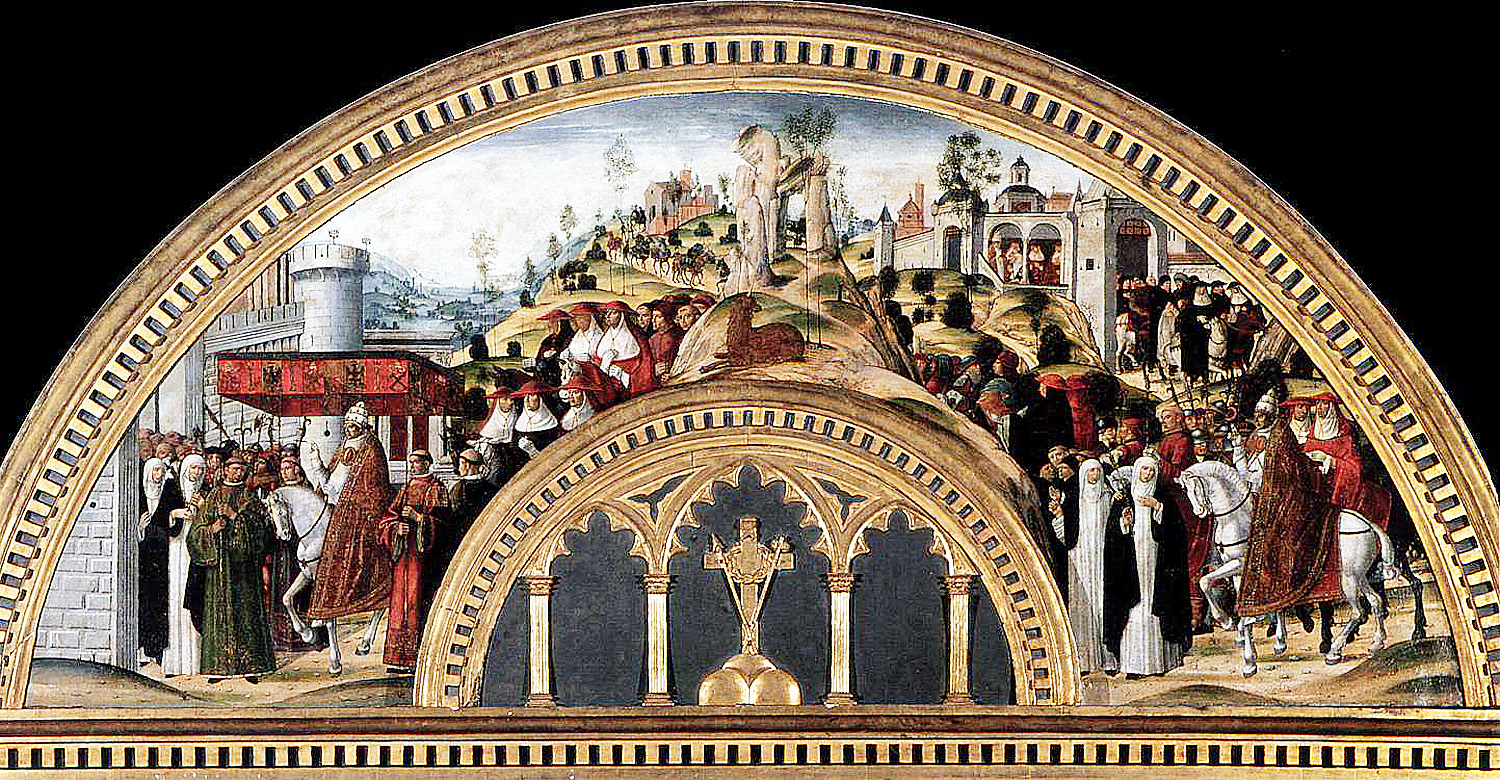
Départ d'Avignon et arrivée à Rome de Grégoire XI, fresque de Girolamo di Benvenuto à l’Ospedale Santa Maria della Scala à Sienne.

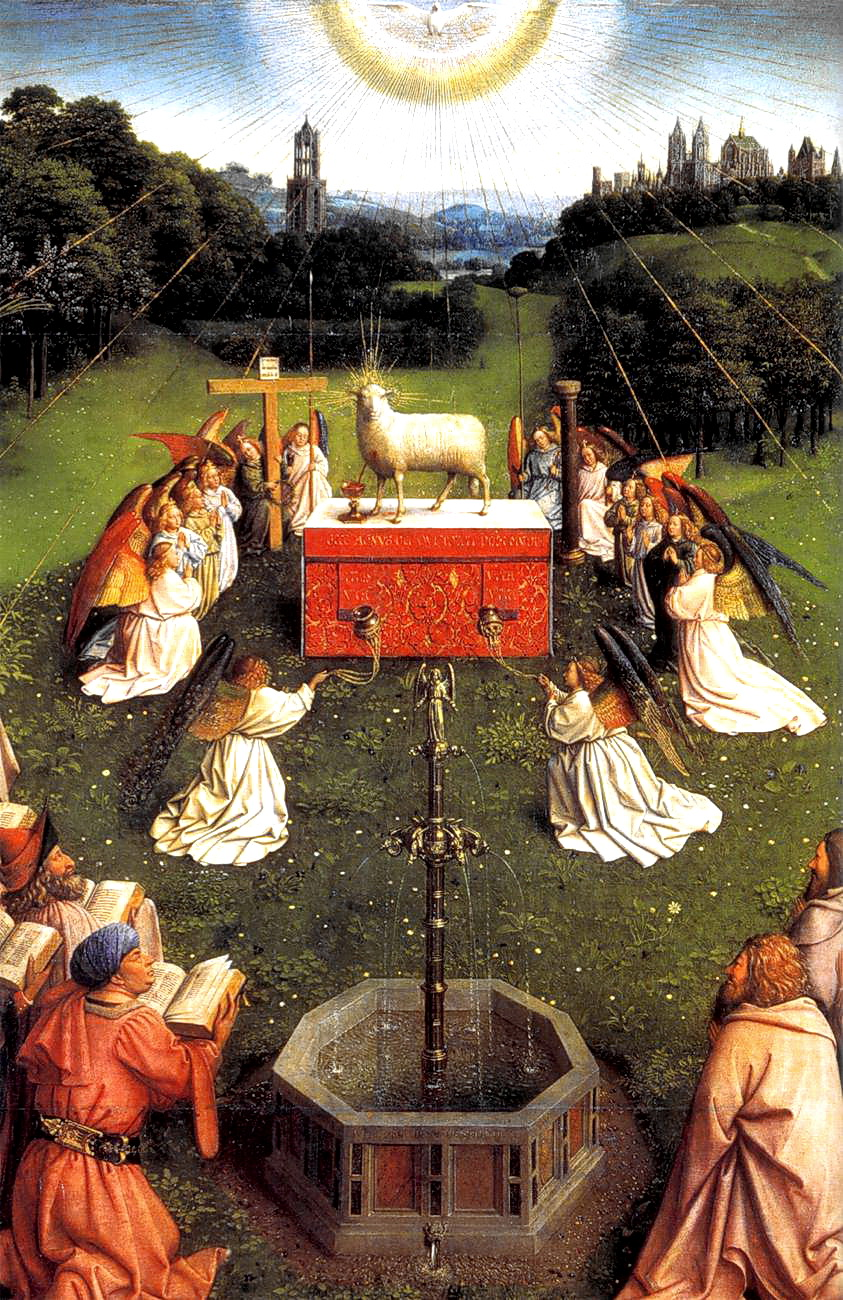
L'Agneau mystique, panneau du polyptyque de Jan Van Eyck (1432) conservé à la cathédrale Saint-Bavon de Gand.

#### Le «sang de l'agneau»
La dévotion au « sang du Christ » ou « sang de l'Agneau » est une dévotion qui existe déjà dans le christianisme à la naissance de Catherine de Sienne, notamment auprès d'autres mystiques chrétiens. Dans ses écrits, Catherine se réfère à de nombreuses reprises au sang du Christ et invite à « se plonger dans le précieux sang ».
Cette dévotion est une conception théologique développée par de nombreux théologiens qui voient dans le sang du Christ, versé sur la Croix, le fait que le Christ, par son sang, rachète le péché. La délivrance du péché n'est pas seulement un discours, mais peut se vérifier par le sang versé. Pour Catherine de Sienne, le sang devient une preuve du rachat des fautes par le Christ : « Nous n'avons pas été rachetés à prix d'or, ni même par l'amour seulement, mais par le sang. »,
Le péché nécessite une réparation, pour Catherine de Sienne, parce que c'est une offense faite à Dieu. Or aucune réparation ne peut être à la hauteur de l'offense qui est faite à Dieu : « C'est à la lumière de la foi qu'il nous est donné de voir que le bien doit être rémunéré et la faute punie et que chaque petite faute mériterait une peine infinie parce qu'elle est faite contre le Bien infini ». Pour expier ces fautes, et donc accéder à la justice de Dieu, c'est le sang du Christ qui est versé à travers sa mort sur la croix.
Le sang du Christ représente donc pour Catherine de Sienne le salut pour les pécheurs. Ce salut est donné à chacun afin de le sauver du péché, et le sang versé représente donc la justice de Dieu et le salut donnés par amour par Dieu comme l'écrit Catherine de Sienne : « Avec l'amour et le zèle de la sainte justice, parce que le regard de son intelligence est fixé sur la sagesse du Fils de Dieu où elle voit abonder la justice au point que, pour ne pas laisser la faute impunie, il l'a expiée dans son humanité »,. Le précieux sang représente donc pour Catherine de Sienne l'amour de Dieu qui meurt par amour et pour nous sauver : « Je suis le voleur et tu t'es pendu à ma place »,.
Dans les écrits de Catherine de Sienne, le sang est donné par Dieu pour sauver l'humain du mal, et elle l'identifie à la grâce. De cette dévotion naît aussi la dévotion au cœur du Christ, source inépuisable du sang. Elle est, pour Catherine de Sienne, le signe de la nouvelle alliance entre Dieu et les hommes et qui permet d'accéder au paradis.

#### Raison et sensualité

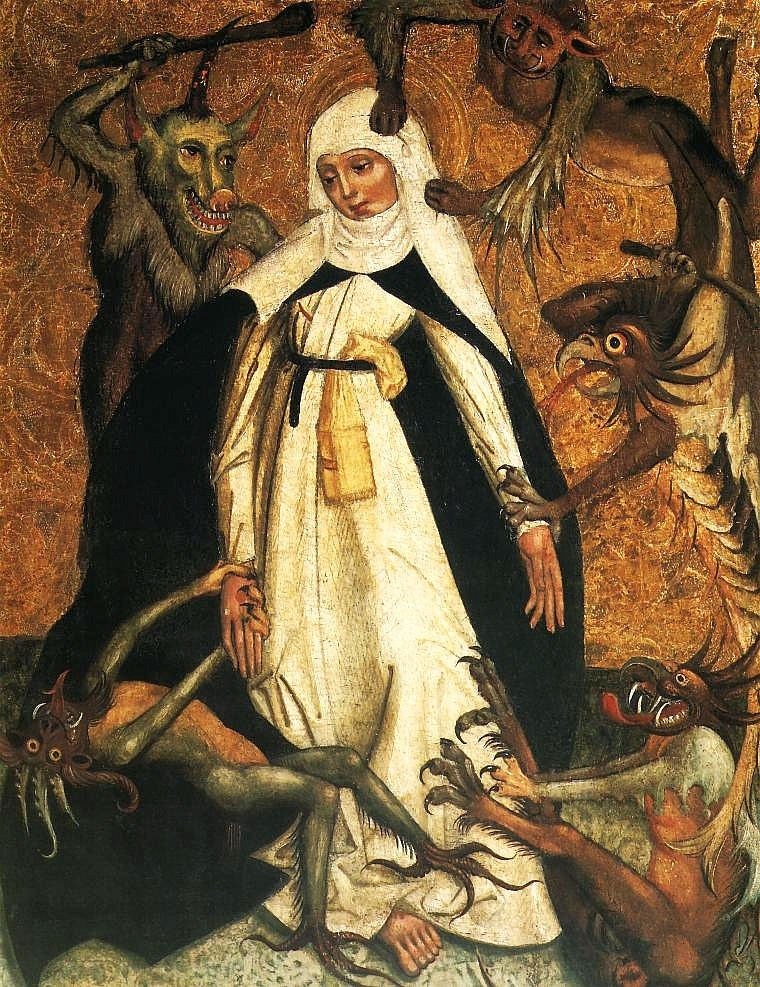
Sainte Catherine de Sienne assiégée par des démons. Vers 1500, anonyme, musée national de Varsovie.

Catherine de Sienne met en garde à de nombreuses reprises sur la division qui peut exister dans l'amour. Elle affirme qu'en l'homme il existe deux types d'amour, l'un qui est dirigé vers Dieu, et l'autre, qui est égocentrique, l'amour propre. Elle considère ces deux types d'amour comme étant irréconciliables,. Pour Catherine de Sienne, l'amour propre est le foyer de tous les vices et de tous les péchés et il conduit à la séparation de Dieu. Il est nécessaire pour Catherine de Sienne de se séparer de l'amour propre et de ses conséquences, c'est-à-dire la sensualité ou la recherche du plaisir ou de la reconnaissance, dans la mesure ou cet amour propre s'oppose à l'amour de Dieu : « Tant que le vase du cœur est plein d'amour propre spirituel ou temporel, il ne peut se remplir de l'amour divin »,.
Catherine de Sienne invite donc ses disciples à une guerre contre la sensualité par le moyen de la raison : « Je veux que chacun de vous sépare en lui la sensualité et la raison, et qu'il en fasse des ennemis irréconciliables ». C'est par le moyen de la conscience que l'on peut parvenir à dominer la sensualité, comme elle l'écrit dans une de ses lettres : « Voici la manière de s'y prendre. Sur le siège élevé de votre conscience vous vous asseyez pour vous juger vous-même. Ne laissez point passer la moindre pensée en dehors de Dieu sans la corriger avec une grande sévérité. L'homme doit faire de soi-même deux parts, qui sont la sensualité et la raison. Cette raison doit tirer du fourreau le glaive à deux tranchants : haine du vice et amour de la vertu. Armée de ce glaive, elle réduira la sensualité à merci. »,
Elle invite à avoir une « sainte haine » contre la vie des sens et lutter contre la sensualité. Elle invite à toujours lutter contre la sensualité, afin de ne pas avoir deux amours inconciliables, entre l'amour de Dieu et l'amour propre. Ce combat n'est pas sans difficultés, et elle affirme à ce propos, que « les vertus s'acquièrent avec peine, en faisant violence à sa faiblesse », ou encore « c'est par la violence que nous acquerrons les vraies et solides vertus »,. Cette recherche de la vertu est importante, mais elle doit tout le temps chercher à connaître la source de l'amour propre. Elle invite à toujours couper à la source la sensualité par la recherche de l'origine de son amour propre « Visite chaque jour le jardin de ton âme à la lumière de la foi pour en arracher les épines qui étoufferaient la bonne semence et pour remuer la terre, c'est-à-dire dépouiller ton cœur ». Elle met ainsi en garde contre la vertu qui ne serait pas réfléchie par la recherche de l'origine de la sensualité : « La pénitence ne fait que tailler, mais ainsi tu arraches la racine propre à donner une nouvelle pousse »,.
Le combat qu'elle préconise conduit à vider son être de tout amour propre, et cette absence permet de remplacer l'amour propre par l'Amour de Dieu qui emplit la personne : « Dès qu'on vide des choses périssables, l'air la remplit, c'est-à-dire le céleste et doux amour divin avec lequel l'âme parvient à l'eau de la grâce »,. La source du combat et de la haine de la sensualité n'est autre que l'amour de Dieu, qui très vite s'avère plus facile. Elle affirme ainsi : « La voie de la pénitence et de mes commandements apparaît tout d'abord rude et difficile, mais plus on y avance, plus elle devient douce et facile. La voie du vice, au contraire, semble dans le principe fort agréable ; mais plus on y marche, plus on y trouve d'amertumes et de ruines ».

#### La doctrine du pont

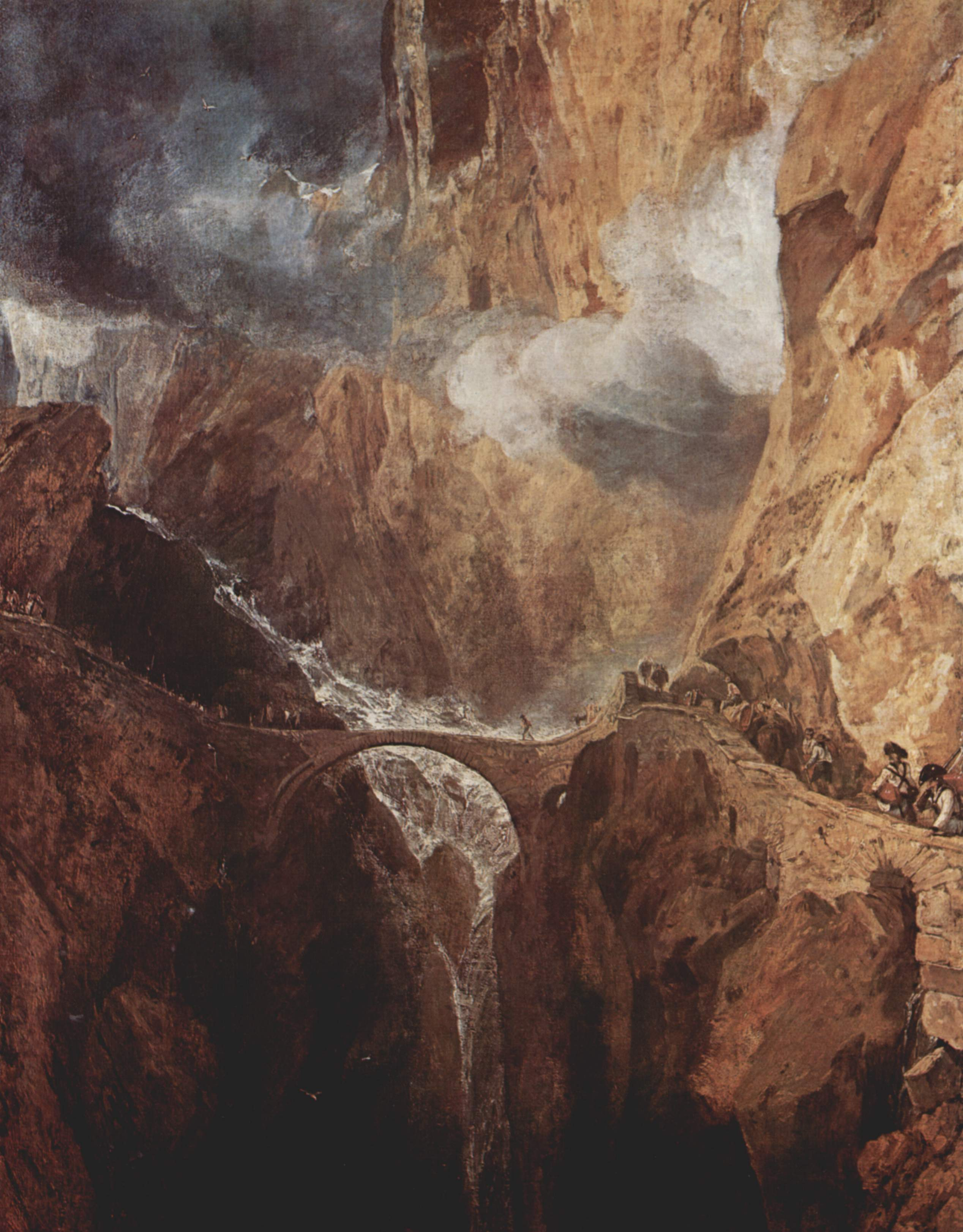
Le Pont du diable de Saint Gotthard, huile sur toile, 1803-1804, Joseph Mallord William Turner

Dans son ouvrage Le Dialogue, Catherine développe un traité de christologie (doctrine sur Jésus-Christ), à travers ce qui est appelé la « doctrine du pont ». Ce traité se veut une démonstration de la place centrale du Christ dans le rôle de médiateur entre l'homme et Dieu.
Au cours d'une image qu'elle développe, Catherine décrit l'importance du Christ comme un pont qui permet de traverser un fleuve où tout le monde se noie. Ce fleuve empêche d'accéder à l'autre rive, celle qui est décrite alors comme le paradis, le lieu de l'union à Dieu. Le pont qui permet de traverser ce fleuve est le Christ, avec trois marches. Ces trois marches représentent les trois étapes de la vie chrétienne, mais aussi les principales plaies du Christ en croix : les pieds sont les premières marches du pont, mais ils représentent le désir de Dieu qui conduit l'âme à vouloir connaître et mieux aimer Dieu. La deuxième marche du pont est le cœur du Christ, lieu de l'union à Dieu et de la connaissance de soi et de Dieu. La dernière marche est la bouche du Christ, symbole de l'union à Dieu et de la paix intérieure. Le pont n'est accessible qu'à travers la connaissance de soi, la pratique des vertus, mais aussi la miséricorde de Dieu.
La pratique de la connaissance de soi et des vertus est le seul moyen de passer le pont. Ceux qui ne suivent pas cette voie sont alors emportés par les flots des divers désirs désordonnés comme l'avarice, la concupiscence charnelle, l'orgueil, l'injustice et le mensonge qui conduisent à l'enfer. Le libre arbitre a une place primordiale dans cette doctrine du pont. En effet, pour Catherine, l'homme étant libre et à l'image de Dieu, c'est par sa volonté et le désir de Dieu que l'homme peut le choisir ou non en succombant aux tentations : « Personne ne peut avoir peur d'aucune bataille, d'aucun assaut du démon, parce que j'ai fait de tous des forts. Je leur ai donné une volonté intrépide, en trempant dans le sang de mon Fils. Cette volonté, ni démon, ni aucune puissance créée ne peut l'ébranler. Elle est à vous, uniquement à vous, c'est Moi qui vous l'ai donnée avec le libre arbitre. C'est donc à vous qu'il appartient d'en disposer, par votre libre arbitre, et de la retenir ou de lui lâcher la bride suivant ce qu'il vous plait. La volonté voilà l'arme que vous livrez vous même aux mains du démon : elle est vraiment le couteau avec lequel il vous frappe, avec lequel il vous tue. Mais si l'homme ne livre pas au démon ce glaive de la volonté, je veux dire s'il ne consent pas aux tentations, à ses provocations, jamais aucune tentation ne pourra le blesser et le rendre coupable de péché : elle le fortifiera au contraire lui faisant comprendre que c'est par amour que je vous laisse tenter, pour vous faire aimer et pratiquer la vertu. », Cette pratique de la vertu, à travers les tentations, a pour objectif de mieux se connaître soi-même et de développer la connaissance de Dieu en soi. Elle conduit à développer la vertu mais aussi la vie d'oraison.

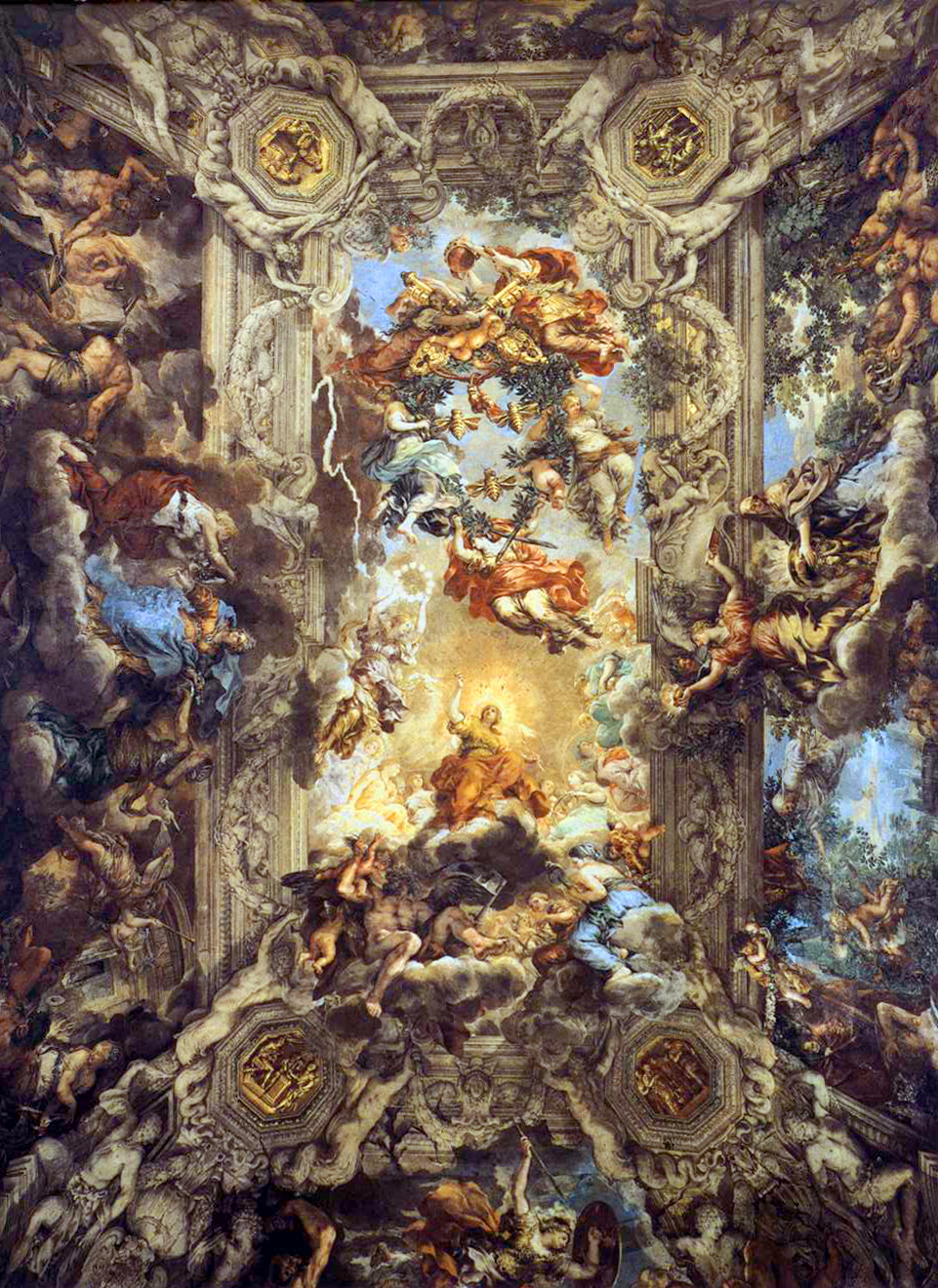
La Divine providence (La divina provvidenza), fresque (1633-1639) de Pierre de Cortone, palais Barberini, Rome.

#### Traité de la Providence
Le problème de la providence en théologie, pose celui de la liberté de l'homme, dans la mesure où Dieu aurait par la providence une action sur l'homme. La théologie cherche alors à concevoir dans quelle mesure l'homme peut être libre, et Dieu intervenir dans la vie. Dans son ouvrage Le Dialogue, Catherine de Sienne fait une demande à Dieu, celle que la miséricorde soit faite à l'Église. La réponse à cette question conduit à développer toute une vision de la providence, au point que Le Dialogue est considéré comme un traité sur la Providence.
Au cours du développement de la question de la miséricorde, la liberté de l'homme est clairement réaffirmée « L'âme [...] par son libre arbitre peut faire le bien ou le mal selon qu'il plait à sa volonté »,. Néanmoins, la finalité de l'homme est décrite comme l'union à Dieu. Dieu cherche donc à faire miséricorde à l'homme. Outre le désir de l'eucharistie qui est décrite comme l'un des moyens de rapprocher l'homme de Dieu, Catherine affirme que Dieu donne aux pécheurs progressivement les conditions appropriées de la connaissance de leurs erreurs par des moyens pratiques et théoriques.
Dieu agit avec la providence par le moyen de la charité qui unit les hommes les uns aux autres du fait de l'interdépendance de l'homme : « En cette vie mortelle, tant que vous êtes voyageurs, je vous ai liés du lien de la charité : le veuille ou non l'homme est lié. S'il se délie par un sentiment qui n'est pas la charité du prochain, il est lié par nécessité ».
Le deuxième moyen est celui de la conscience de l'homme, qui a progressivement du dégoût et des remords pour les actions liées à l'amour propre. Des changements de situations personnelles, produites par la providence selon les personnes, ont pour objectif de sortir l'homme de ses attaches, afin qu'il ne puisse plus réaliser ses erreurs « Et parfois [...], le cœur de l'homme concevant l'amour du péché mortel ou de la créature hors de ma volonté, je lui enlèverai le lieu et le temps et il ne pourra réaliser ses volontés, jusqu'à ce qu'avec la fatigue de la peine du cœur qui lui vient par sa faute, et ne pouvant réaliser ses volontés désordonnées, il revienne à lui-même avec la componction de cœur et le remords de la conscience et il rejette sa folie »,.
Toujours selon Catherine, ces remords de conscience ont pour objectif de se connaître soi-même et donc de découvrir Dieu, donnant le désir de commencer un chemin de vertu. En découvrant Dieu en lui, cela conduit à développer le désir de s'unir avec Dieu, contribuant à approfondir la vie spirituelle.

#### Le don des larmes

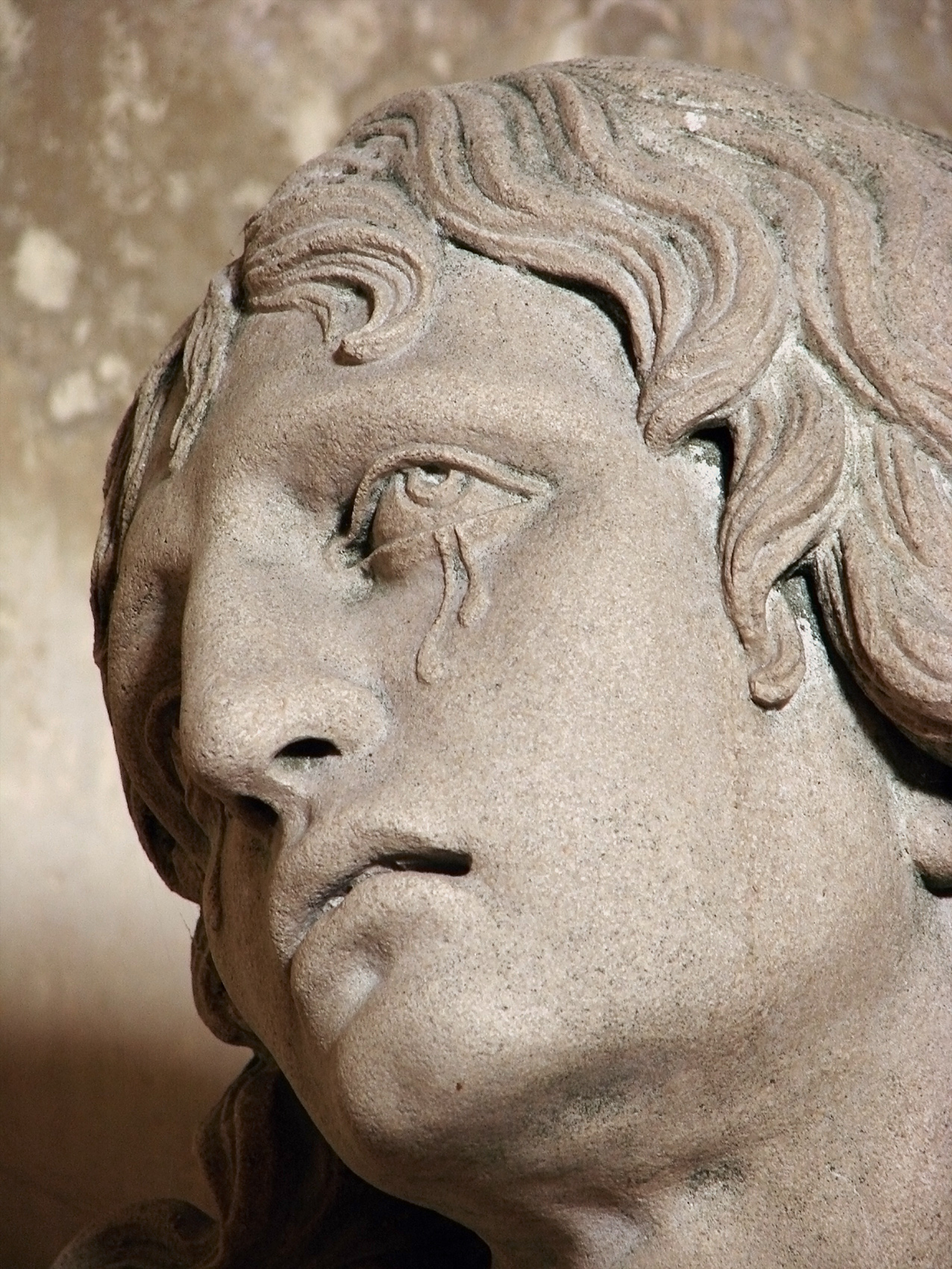
Sépulcre (scène de l'onction du corps du Christ), 1672, dans l'église Saint-Martin d'Arc-en-Barrois.

Le don des larmes, ou doctrine des larmes, est un enseignement développé dans le livre du Dialogue de Catherine de Sienne (aux chapitres 88 à 97). Elle affirme avoir, à sa demande, eu un enseignement sur ce que la théologie appelle le « don des larmes ». C'est-à-dire la valeur spirituelle des larmes et leurs fruits respectifs. L'importance que Catherine de Sienne donne aux larmes dépasse la perspective théologique classique dans la mesure où le corps devient un instrument de communication privilégié avec Dieu.
Catherine de Sienne développe dans Le Dialogue cinq sources de larmes, qui n'ont pas la même valeur spirituelle. Ces larmes dont elle parle sont des larmes qui procèdent du cœur. Les larmes qui ont le plus de valeur pour elles sont celles qui sont dues à l'amour et à la vertu ; elles peuvent avoir une valeur « infinie ».
Les premières sont celles qui découlent de l'amour sensuel, de l'attachement aux choses matérielles et aux plaisirs. Elles n'ont pour Catherine pas de valeur spirituelle car elles proviennent de l'amour propre. Le deuxième type de larmes est celles qui sont le fruit de la peur du péché et de l'enfer. Même si elles sont décrites comme imparfaites, car très peu liées à l'amour, elles ont néanmoins une valeur spirituelle.
La troisième source des larmes vient des personnes qui pleurent tout en commençant à aimer « la douce vérité première de Dieu », mais qui continuent d'avoir de l'amour propre.
Le quatrième type de larmes, sont celles qui proviennent de la charité pour le prochain, ceux qui pleurent, en aimant Dieu sans égard pour eux, elles ont une grande valeur spirituelle, puisqu'elles n'ont pour source que l'amour et la compassion du prochain.
La cinquième source des larmes, appelées les « larmes de douceurs, fruit de l'union et de la connaissance de Dieu ». Ces pleurs sont le fruit de l'union à Dieu, dans la mesure où l'union entre l'âme et Dieu est telle qu'elle conduit à ne plus pouvoir se communiquer par les mots. Les larmes deviennent l'ultime langage, elle fait alors parler Dieu pour décrire la valeur du sentiment dont provient ces larmes : « Alors le sentiment qui suit l'intelligence s'unit avec un tel parfait et très ardent amour, et si quelqu'un me demandait qui est cette âme, je dirais : un autre moi, elle est faite pour une union d'amour. Quelle langue pourrait décrire l'excellence de cet ultime état unitif. »

#### Place dans l'ordre dominicain

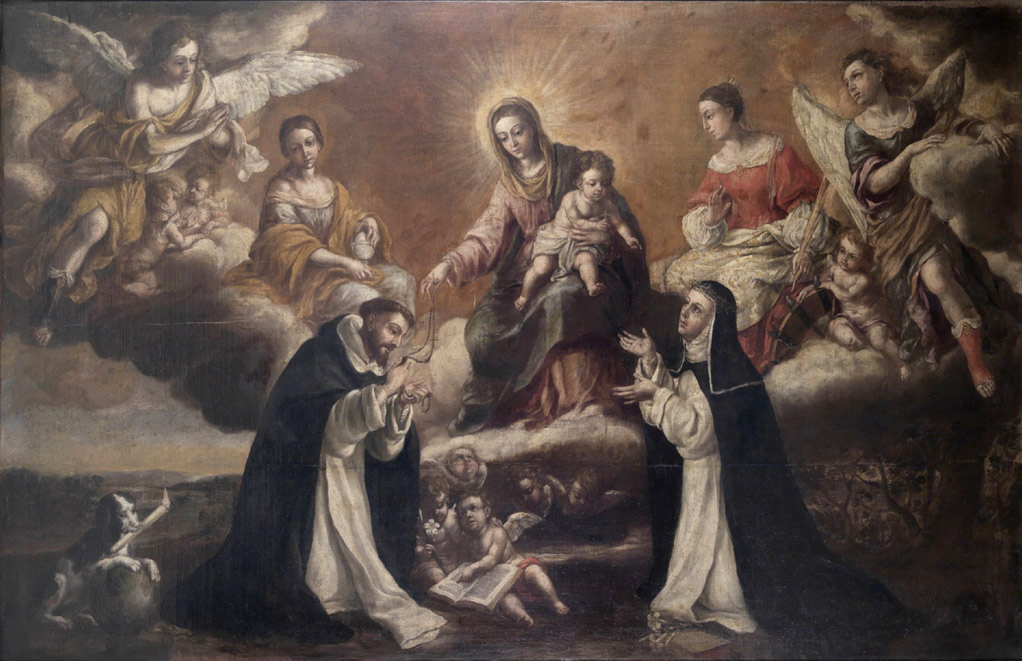
La Vierge du Rosaire, saint Dominique et sainte Catherine de Sienne, Lucas de Valdés, vers 1700, (huile sur toile,). Musée des beaux-arts de Séville.

Catherine de Sienne, bien qu'elle ne soit pas contemporaine du fondateur de l'ordre des Prêcheurs, est néanmoins l'une des principales figures dominicaines. Elle est devenue la figure féminine de l'ordre dominicain, comme Claire d'Assise l'est pour les franciscains. Elle est d'autant plus importante qu'elle est, avec Albert le Grand et Thomas d'Aquin, l'une des trois personnalités dominicaines à avoir été déclarée docteur de l'Église du fait de l'importance de ses écrits spirituels et théologiques.
Catherine de Sienne et Raymond de Capoue jouent un rôle important dans le processus de rénovation de l'ordre des Prêcheurs. En effet dans la période troublée que vit l'Église catholique au XIVe siècle, Catherine appelle à un retour aux sources de la vocation dominicaine,. Elle prend souvent pour modèle saint Dominique, et dans son ouvrage majeur, Le Dialogue, elle cite à plusieurs reprises le charisme originel donné par Dominique, mettant en garde contre ceux qui désobéissent à la règle qu'il donna,,. Cette volonté de retourner aux sources de l'ordre des Prêcheurs, faite avec Raymond de Capoue, qui devient maître de l'ordre des Prêcheurs, conduit à en faire une figure importante au sein des dominicains.
De plus la spiritualité et la vie de Catherine de Sienne correspondent sous de nombreux aspects à la spiritualité de saint Dominique : la place importante de la prédication et de la recherche du salut, mais aussi l'importance de la contemplation et de la transmission de la connaissance de Dieu, propres à la spiritualité dominicaine. Cette correspondance entre la vie et les écrits de Catherine de Sienne et le fondateur de l'ordre, Dominique de Guzmán, conduit ainsi à en faire l'une des principales figures féminines de l'ordre, notamment à travers des œuvres d'art, qui représentent Dominique de Guzmán avec Catherine de Sienne. Ces représentations sont anachroniques dans la mesure où Dominique de Guzmán est mort en 1221, plus d'un siècle avant la naissance de Catherine de Sienne.

## Postérité

### Reconnaissance par l'Église catholique

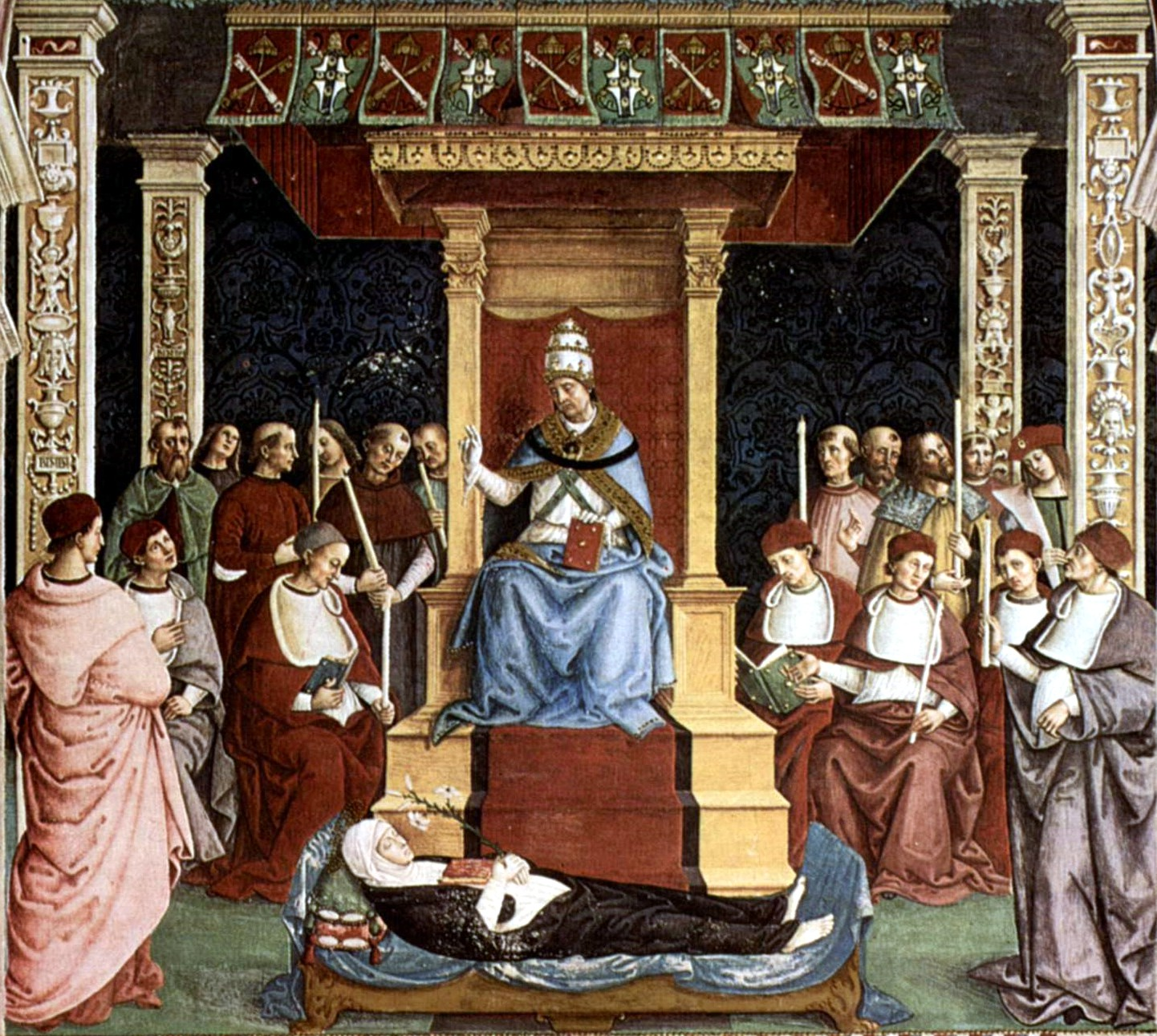
Pie II canonise Catherine de Sienne, Fresque de Pinturicchio dans la Libreria Piccolomini à la cathédrale de Sienne. Entre 1502 et 1507.

#### Canonisation, docteur de l'Église, patronage
Le procès en canonisation de Catherine de Sienne commence dès 1411, mais est suspendu du fait du Grand Schisme d'Occident et ne reprend qu'après le Concile de Constance et l'élection du pape Martin V,. C'est le pape Pie II qui déclare Catherine de Sienne sainte le 29 juin 1461, jour de la fête des apôtres Pierre et Paul, dans la Basilique vaticane. Sa fête se célèbre initialement le jour de sa mort, le 29 avril. En 1628, le pape Urbain VIII déplace la date au jour suivant afin de ne pas superposer sa fête avec celle de saint Pierre de Vérone. Par ailleurs, il reconnaît à Catherine de Sienne la véracité des stigmates.
La ville de Rome rend d'importants hommages à Catherine de Sienne par la restauration de l'église où elle est vénérée en présence du pape Pie IX en 1855.
Pie IX dans le décret du 13 avril 1866 déclare Catherine de Sienne co-patronne de Rome. Le 18 juin 1939, Pie XII déclare Catherine de Sienne sainte patronne principale d'Italie, au même niveau que saint François d'Assise.
Le 3 octobre 1970, Paul VI donne à Catherine de Sienne le titre de Docteur de l'Église, elle devient ainsi la seconde femme à obtenir cette distinction dans l'Église (après Thérèse d'Avila et avant Thérèse de Lisieux). Le 1er octobre 1999, Jean-Paul II la déclare co-patronne de l'Europe avec Edith Stein et Brigitte de Suède.

#### Reconnaissance des stigmates

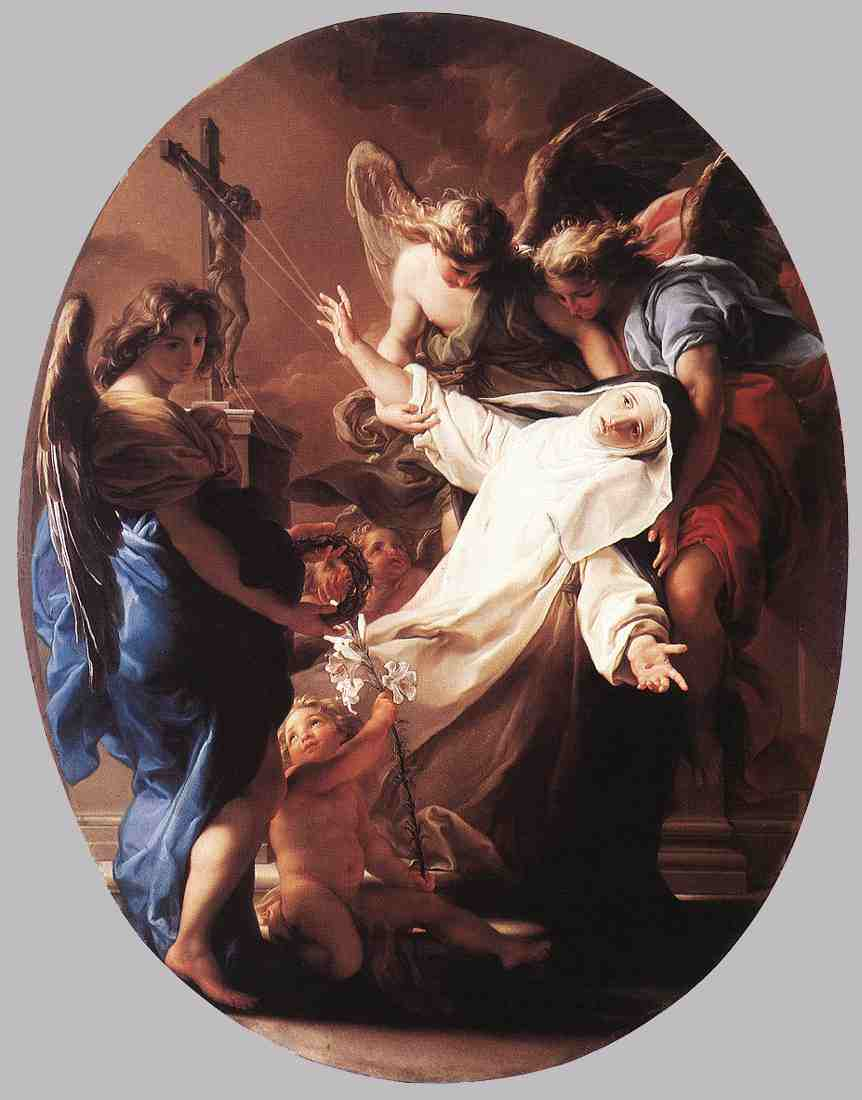
Catherine de Sienne recevant les stigmates, Pompeo Batoni, huile sur toile, 1743, musée de la villa Guinigi de Lucques

L'existence des stigmates de Catherine de Sienne est reconnue par l'Église catholique. Bien qu'il existe plusieurs personnes qui auraient reçu des stigmates, comme le capucin Pio de Pietrecilna au XXe siècle dont le processus de reconnaissance a été ouvert lors de sa canonisation, l'Église catholique a toujours été particulièrement prudente, refusant généralement de les reconnaître officiellement. Au cours de l'histoire, seulement deux personnes ont bénéficié de la reconnaissance officielle des stigmates : François d'Assise et Catherine de Sienne.
Après son procès en canonisation en 1461, l'ordre dominicain cherche à faire reconnaître les stigmates de Catherine de Sienne ; il reçoit une opposition des Franciscains, dont le fondateur est alors le seul stigmatisé reconnu. Le pape Sixte IV, pape anciennement franciscain, interdit par une série de bulles entre 1472 et 1478, de représenter la stigmatisation de Catherine sur les murs des églises, et d'en parler aux fidèles,. Ce n'est qu'en 1630 que le pape Urbain VIII reconnaît l'existence des stigmates, tout en précisant qu'ils n'étaient pas sanglants mais lumineux, cela étant dû à la description que Catherine donne à Raymond de Capoue de sa stigmatisation : « Avant de m'atteindre, les rayons changèrent de couleur de sang en éclat resplendissant ». Catherine de Sienne ayant, d'après Raymond de Capoue, prié pour que les stigmates ne se voient pas.
Cette reconnaissance tardive des stigmates est peut-être due aussi à la place des femmes dans la société. Les hommes ayant le contrôle intellectuel et spirituel de l'Église, ils admettent moins facilement la reconnaissance des révélations privées et le rôle public des femmes dans l'Église, même si Raymond de Capoue, supérieur de l'ordre des Prêcheurs, reconnaît et valorise cette intervention publique. De plus, des critiques sur le rôle de Catherine de Sienne sont émises, lui attribuant du fait de ses mauvais conseils la responsabilité du Grand Schisme d'Occident par son manque de connaissance politique. La place de Catherine de Sienne et de ses écrits est au début critiquée, ce qui ne facilite pas la reconnaissance de sa stigmatisation.

#### Dévotion
Les dévotions autour de Catherine de Sienne se développent rapidement. Très vite, elle reçoit les honneurs réservés aux serviteurs de Dieu. Trois ans après sa mort, le 3 octobre 1383, son cercueil est transporté du cimetière du couvent à la basilique Santa Maria sopra Minerva de Rome par Raymond Delle Vigne. C'est en 1430 que l'archevêque de Florence, Antonino Pierozzi, décide de donner un tombeau à Catherine de Sienne. Il fait faire, par le sculpteur Isaia da Pisa, une châsse qui est le reliquaire actuel de Catherine de Sienne.
Raymond delle Vigne décide de séparer la tête du reste du corps et l'envoie à Sienne. Sa tête est translatée lors d'une cérémonie le 5 mai 1384 à l'église Saint-Dominique de Sienne, avec une grande fête, en présence de plus de 400 filles vêtues de blanc, ainsi que des dominicains, sa mère Lapa et de nombreuses personnes. Dans le même temps, un doigt de Catherine de Sienne est donné à Stefano Maconi, chartreux, relique qui est aujourd'hui exposée dans la basilique Santa Maria sopra Minerva. Un reliquaire avec une phalange du pouce de la sainte figure également dans la vitrine des reliquaires de la basilique San Domenico de Sienne, près de sa chapelle.
Une autre relique, celle de son pied gauche, est exposée dans la Basilique de San Zanipolo de Venise.
Elle a fortement influencé Rose de Lima et Kateri Tekakwitha, également déclarées saintes par l'Église catholique.
Des églises portent le nom de Catherine de Sienne. Les plus importantes en sont le sanctuaire Sainte-Catherine-de-Sienne et l'église Santa Caterina da Siena.

Reliquaires & Châsses
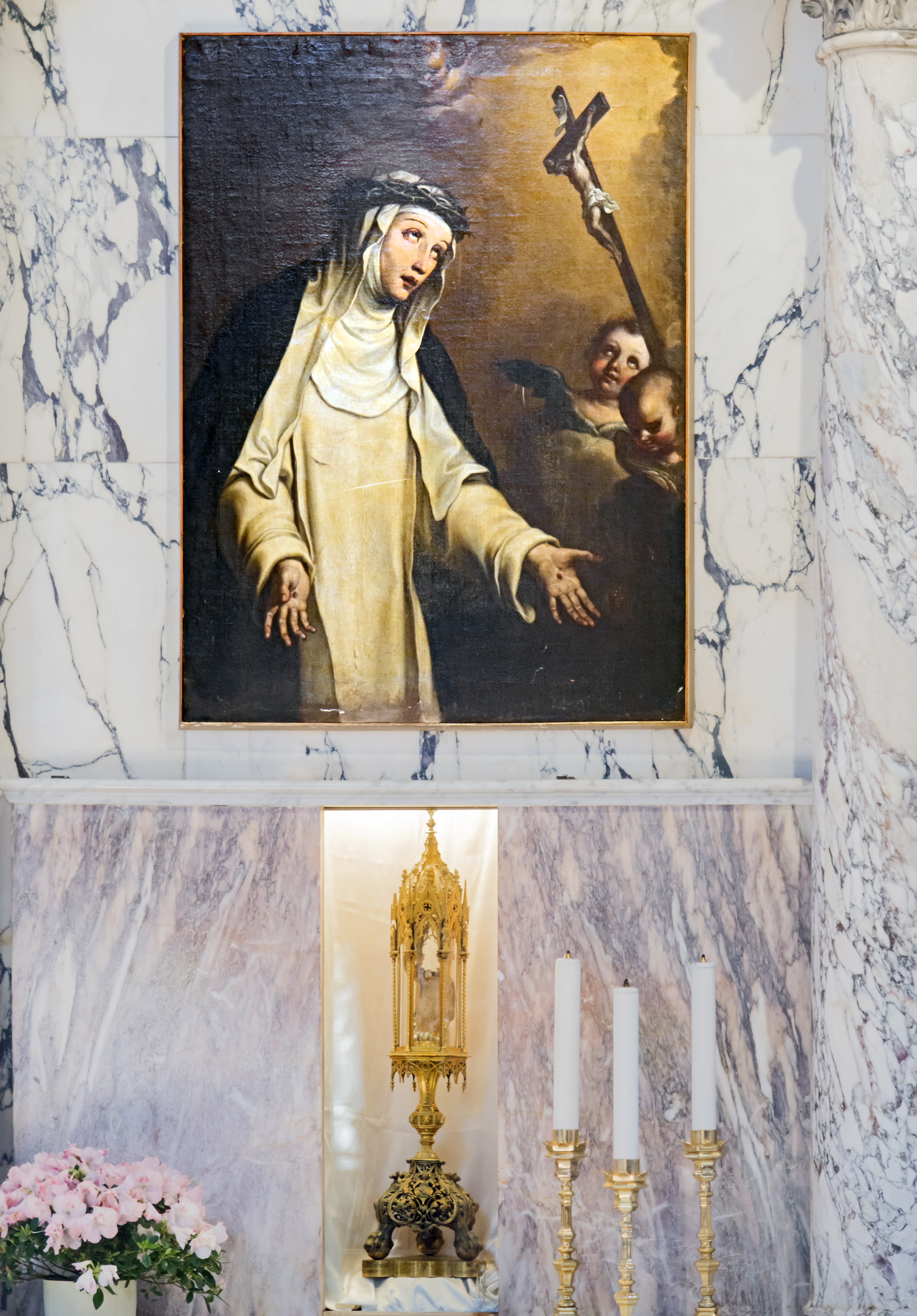
Reliquaire du pied de la sainte à San Zanipolo, Venise.
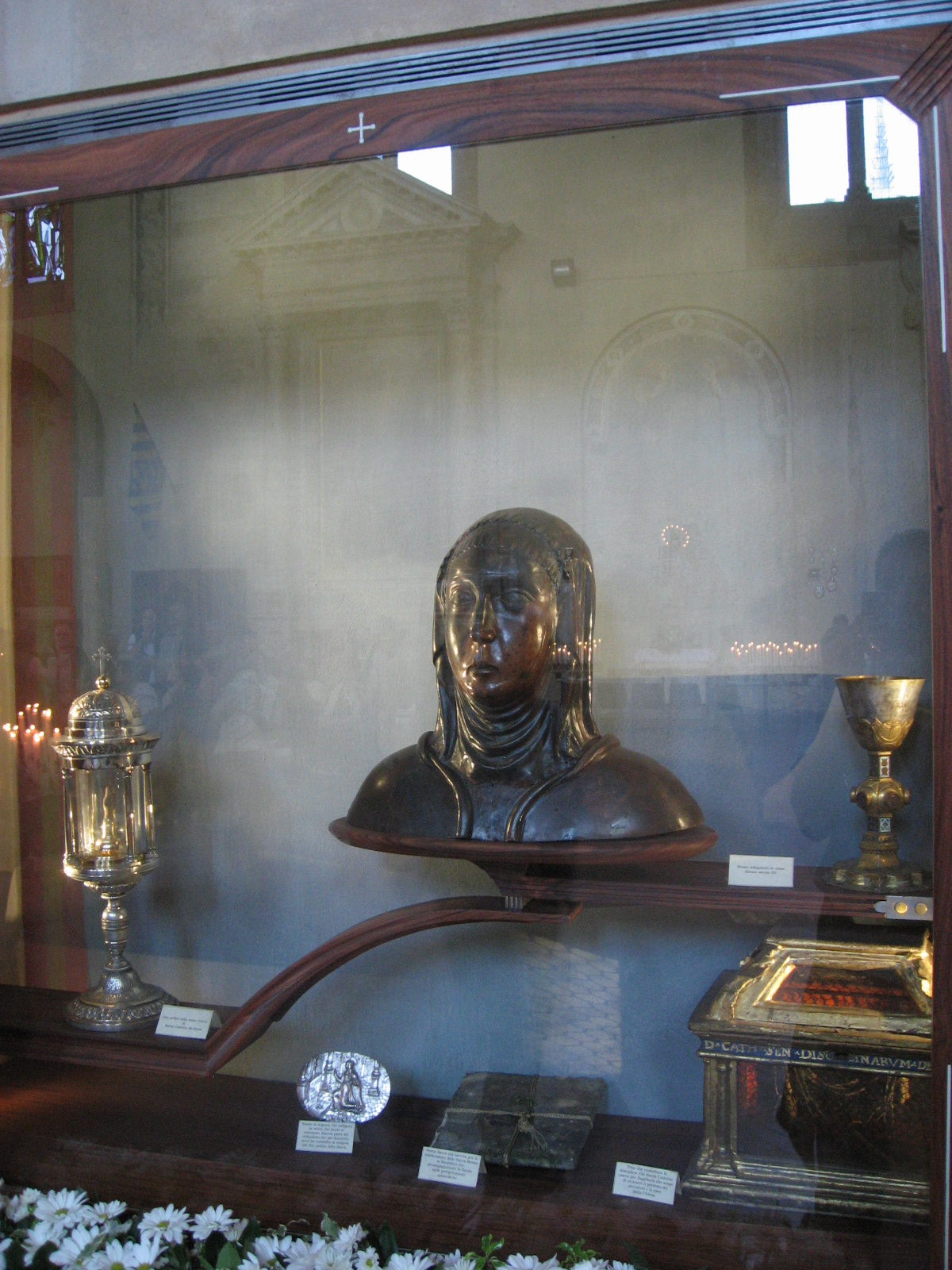
Vitrine des reliquaires à la basilique San Domenico de Sienne.
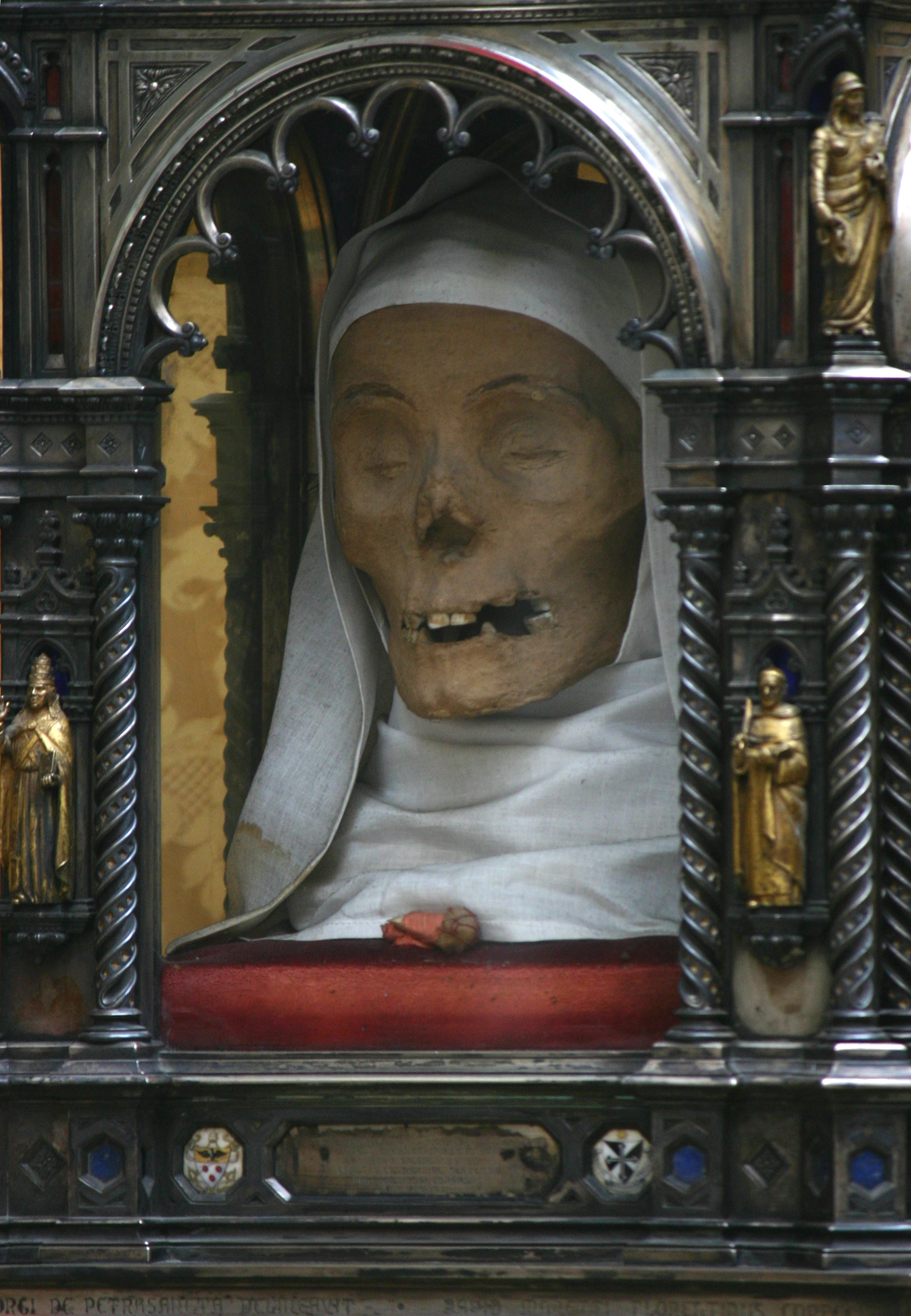
Chef de Catherine de Sienne exposé sur l'autel de sa chapelle à la basilique San Domenico de Sienne.
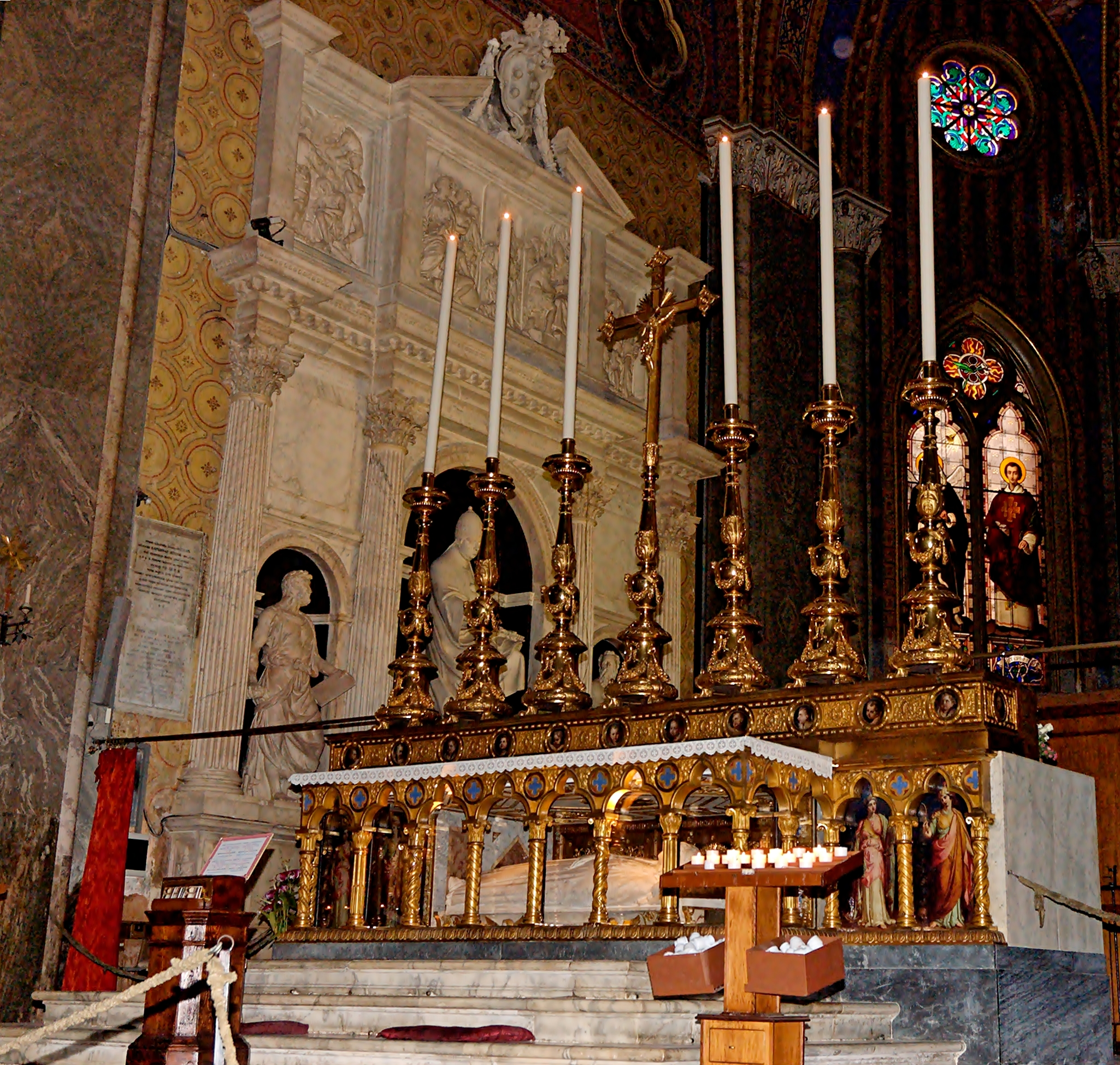
Châsse-reliquaire de Catherine de Sienne, attribuée à Isaia da Pisa (fait entre 1447 et 1464), maître-autel de la basilique de la Minerve à Rome.
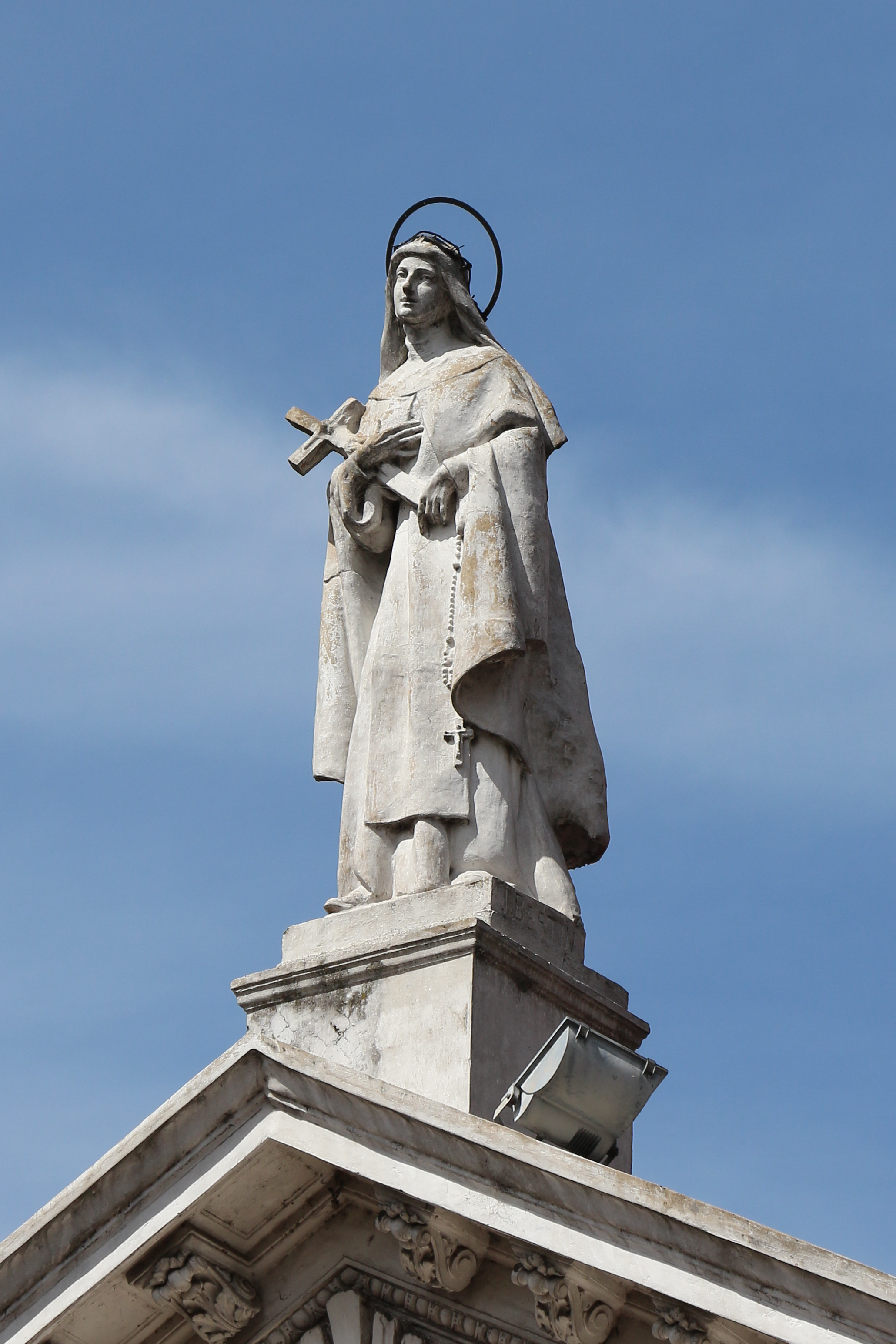
Statue de Catherine de Sienne au sommet de l'église du monastère Catherine de Sienne à Buenos Aires.

### Sources de la biographie

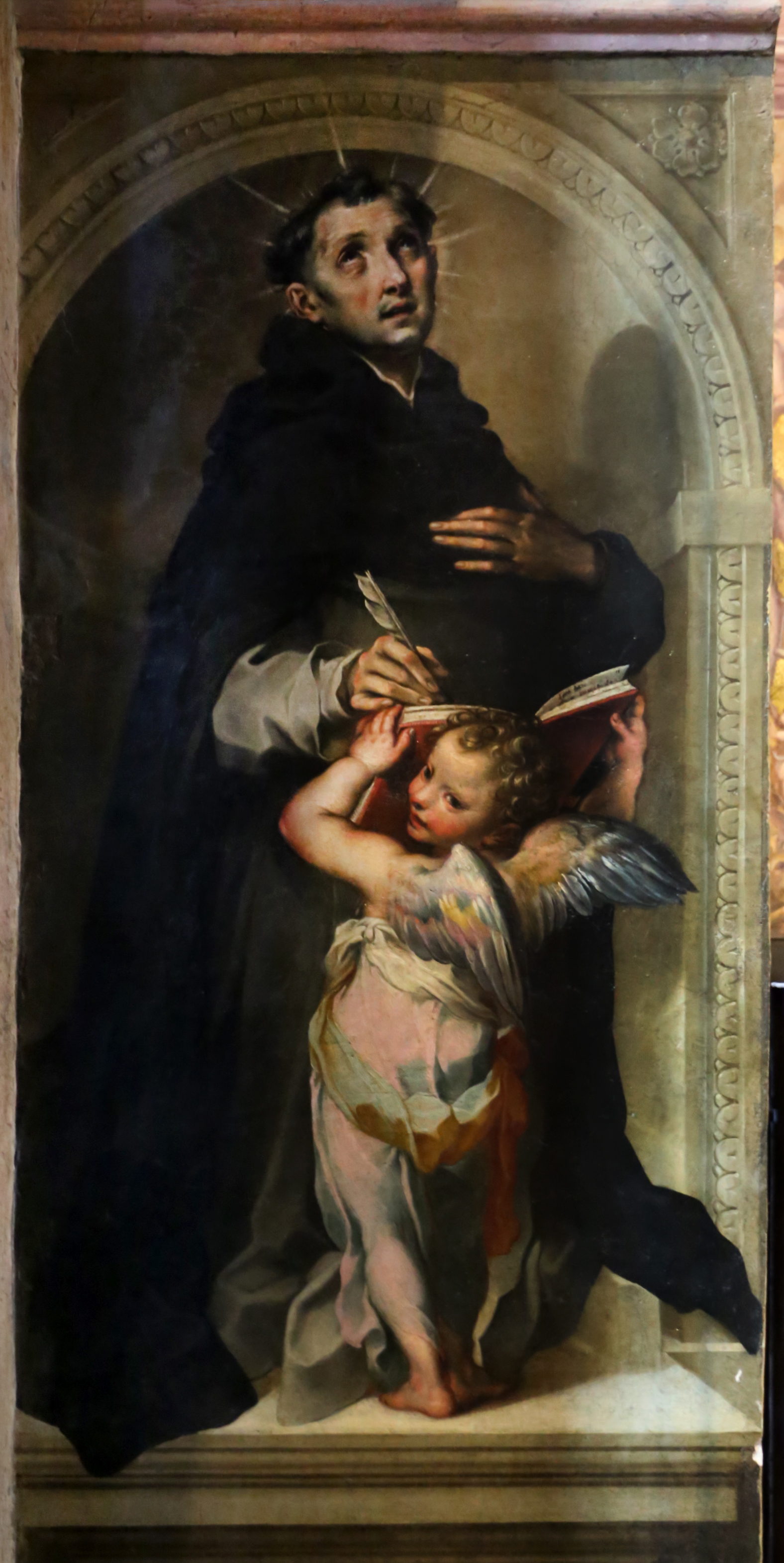
Image pieuse de Raymond de Capoue, peinture des

Les principales sources biographiques de Catherine de Sienne sont assez précoces après sa mort. Bien que ces sources soient en grandes parties hagiographiques, dans la mesure où elles insistent principalement sur les évènements extraordinaires de sa vie en cherchant à les crédibiliser, elles ne sont cependant pas reniées comme sources historiques. Ces sources n'offrent pas une description historique rigoureuse selon les critères modernes de l'histoire, mais elles permettent quand même une analyse historique, dans la mesure où de nombreux évènements de la vie de Catherine sont vérifiables à travers d'autres sources.
La principale source provient de Raymond de Capoue, l'un des confidents de Catherine de Sienne, qui écrit sa biographie après sa mort, racontant de nombreuses anecdotes ou des faits dans le livre « Legenda maior ». Il s'appuie sur sa connaissance de Catherine de Sienne mais aussi sur les confidences qu'il a pu recevoir des proches amis de Catherine de Sienne tels Tommaso della Fonte son confesseur, sa mère Lapa, ou des proches de sa famille,.
Les trois autres sources principales sur Catherine de Sienne sont celles écrites par Tommaso Caffarini, dominicain qui rencontre Catherine de Sienne et écrit « Legenda minore », abrégé de confidences de Catherine de Sienne. Il écrit sa biographie après sa mort, racontant de nombreuses anecdotes ou des faits déjà présent dans le livre « Legenda maior » complété par des témoignages recueillis par ses soins,.
C'est aussi les écrits d'un anonyme, « Miracoli della beata Caterina » (« Miracle de la bienheureuse Catherine »), qui sont l'une des sources de sa biographie. La dernière source importante est le procès en canonisation de Catherine de Sienne, dit « procès de Venise », qui donne des indications sur sa vie,.
Les autres sources importantes de la biographie de Catherine de Sienne sont les nombreuses lettres qu'elle écrit. Ces lettres permettent de connaître ses différentes correspondants et le contenu de sa correspondance. Bien que recopiées à diverses reprises, elles sont cependant considérées par les recherches historiographiques de l'historien R. Fawtuer comme étant de « valeur authentique ».
Les écrits spirituels de Catherine de Sienne, les Oraisons et Le Dialogue, écrits ou recueillis par ses secrétaires ou ses proches, sont les principales sources de sa pensée, permettant de connaître son évolution et sa pensée doctrinale.

### Iconographie catherinienne
Catherine de Sienne est rapidement devenue un sujet des peintres pendant la Renaissance. La plus ancienne représentation connue de Catherine de Sienne est due au peintre Andrea Vanni, son contemporain et l'un de ses proches « caterinarti », en 1390. Cette représentation sur un mur de l'église Saint-Dominique à Sienne a été déplacée dans la Chapelle des voûtes, en 1667, où elle est encore présente.
De nombreuses représentations se développent autour de Catherine de Sienne, représentant les différents faits marquants de sa vie, notamment le « mariage spirituel » ou « mariage mystique », les stigmates, ou encore sa présence auprès du pape. Les peintres représentent aussi Catherine tenant un lys dans ses mains, symbole de sa virginité, ou des écrits. En plus du lys et de l'habit religieux blanc à manteau bleu des dominicaines, elle est souvent représentée avec une couronne d'épines ou un crucifix, et parfois avec une discipline, un cœur à ses pieds, un crâne, un livre. Les peintres la représentent à côté de la Vierge, ou d'autres saints, notamment les représentations de Notre Dame du Rosaire qui la représentent avec saint Dominique. Le pape Pie IX la fait représenter dans la mosaïque de sa tombe, d'après un dessin de Lodovico Seitz, comme protectrice de la papauté, en train de tenir la tiare et la rapporter à Rome.

Sainte Catherine dans l’art
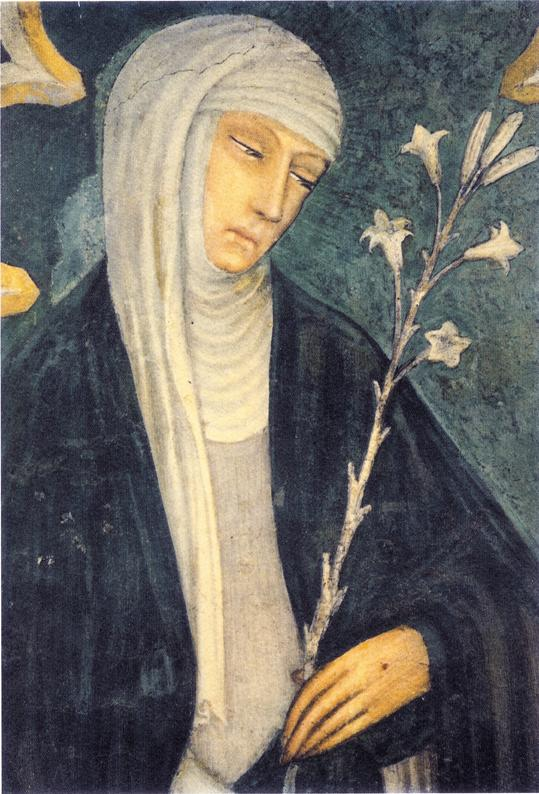
Catherine de Sienne Andrea Vanni, v. 1400 basilique San Domenico.
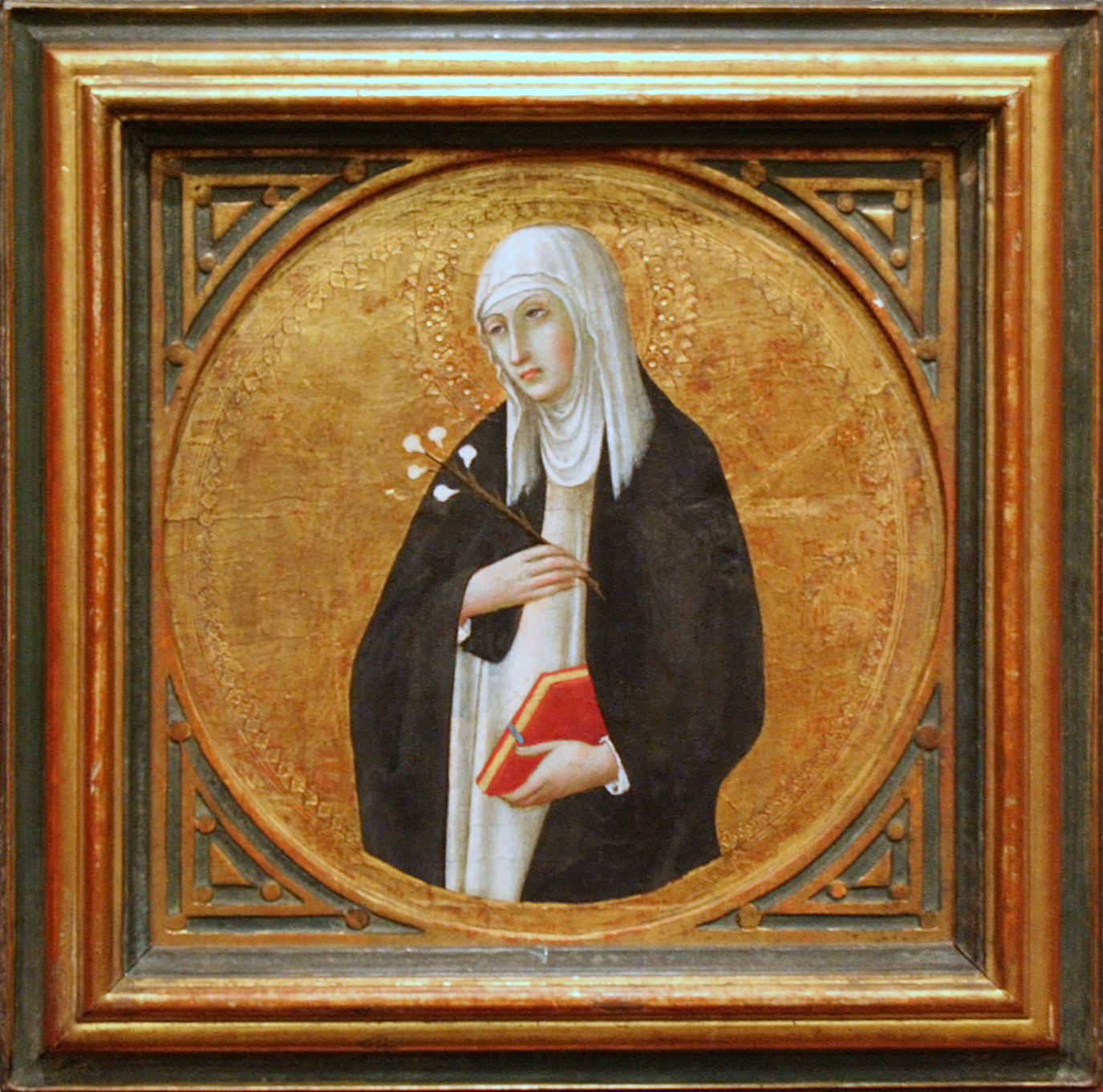
Ste Catherine de Sienne 1440-1445, Sano di Pietro, Maastricht, exposition au musée des Bons-Enfants.
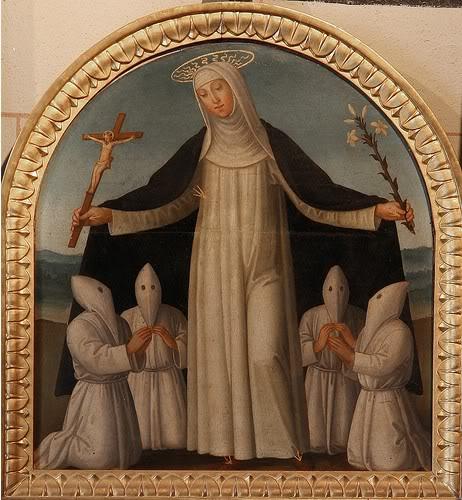
Ste Catherine de Sienne protectrice de la confrérie Saint-Michel, Sano di Pietro, XVe siècle.
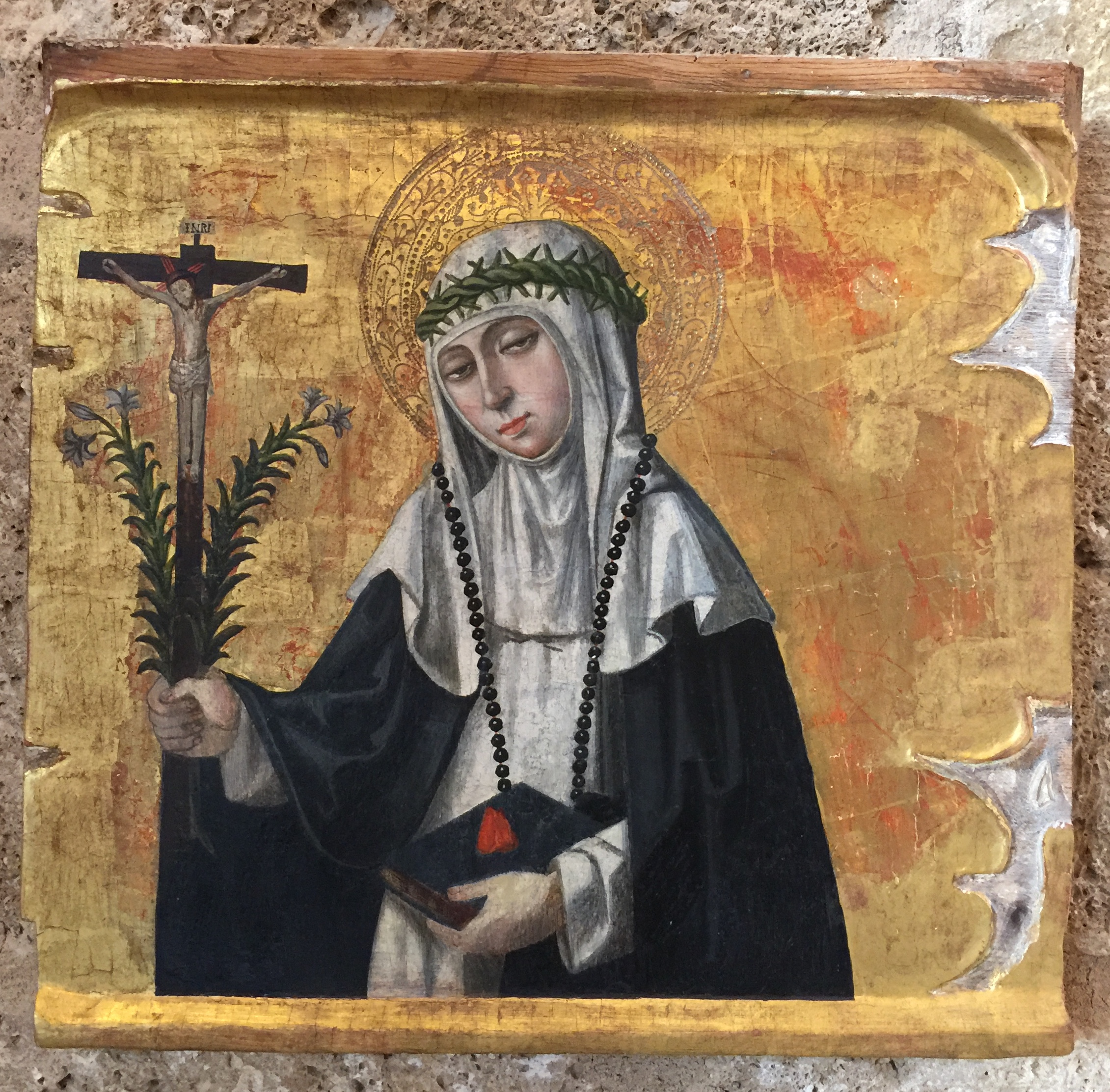
Cercle du maître de Perea. Segorbe, fin du XVe siècle.
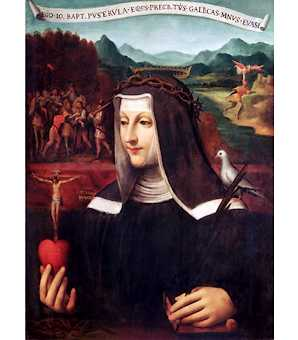
Sainte Catherine de Sienne ex-voto, Bernardino Luini, XVIe siècle musée des Beaux-Arts de Nîmes.
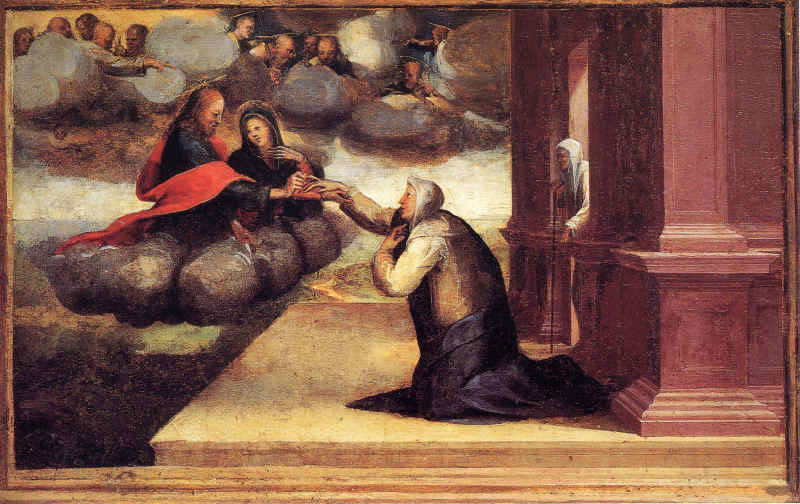
Le Mariage mystique de Catherine de Sienne, Domenico Beccafumi 1515, pinacothèque nationale de Sienne.
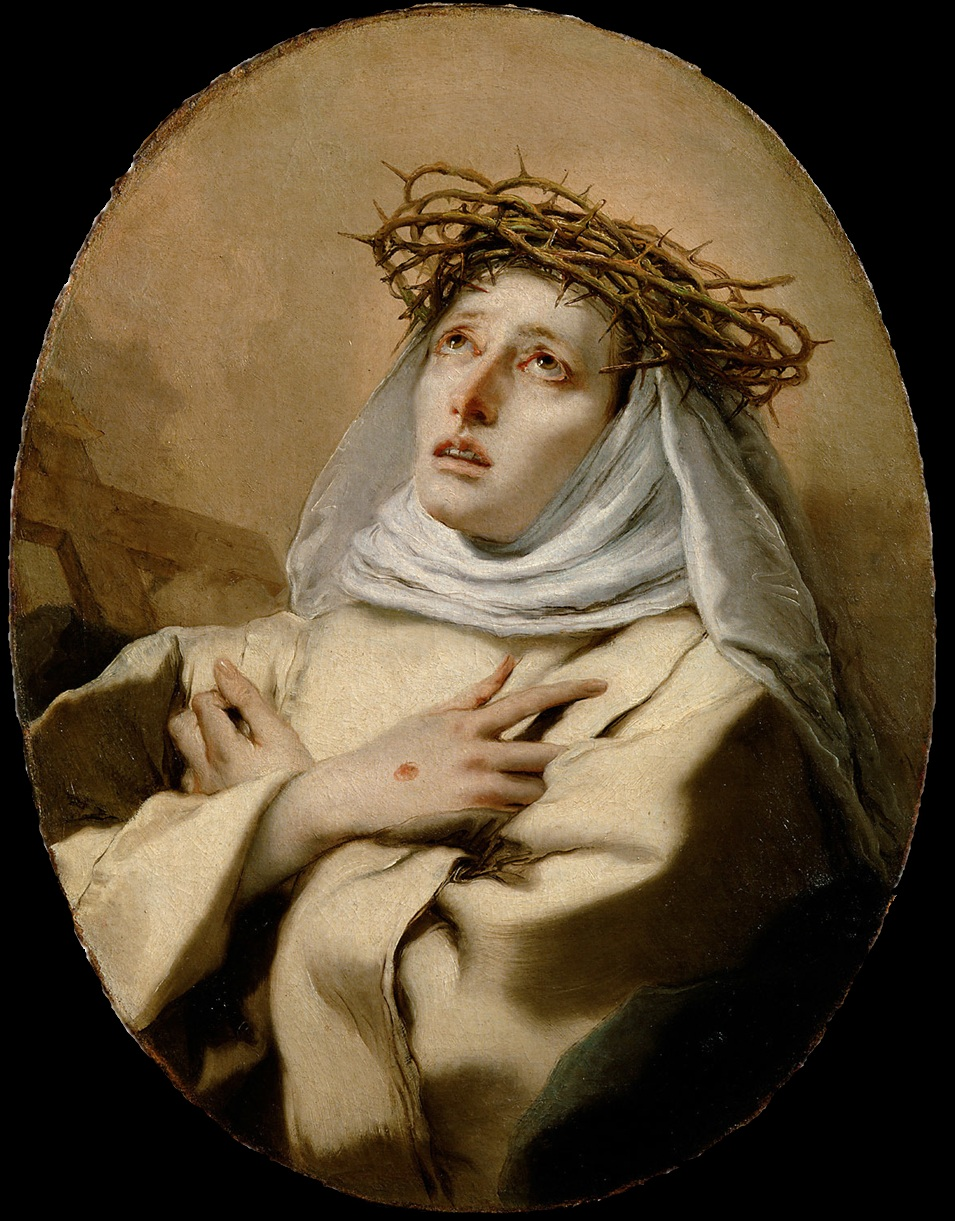
Catherine de Sienne Giambattista Tiepolo, vers 1746 Kunsthistorisches Museum, Vienne[45].
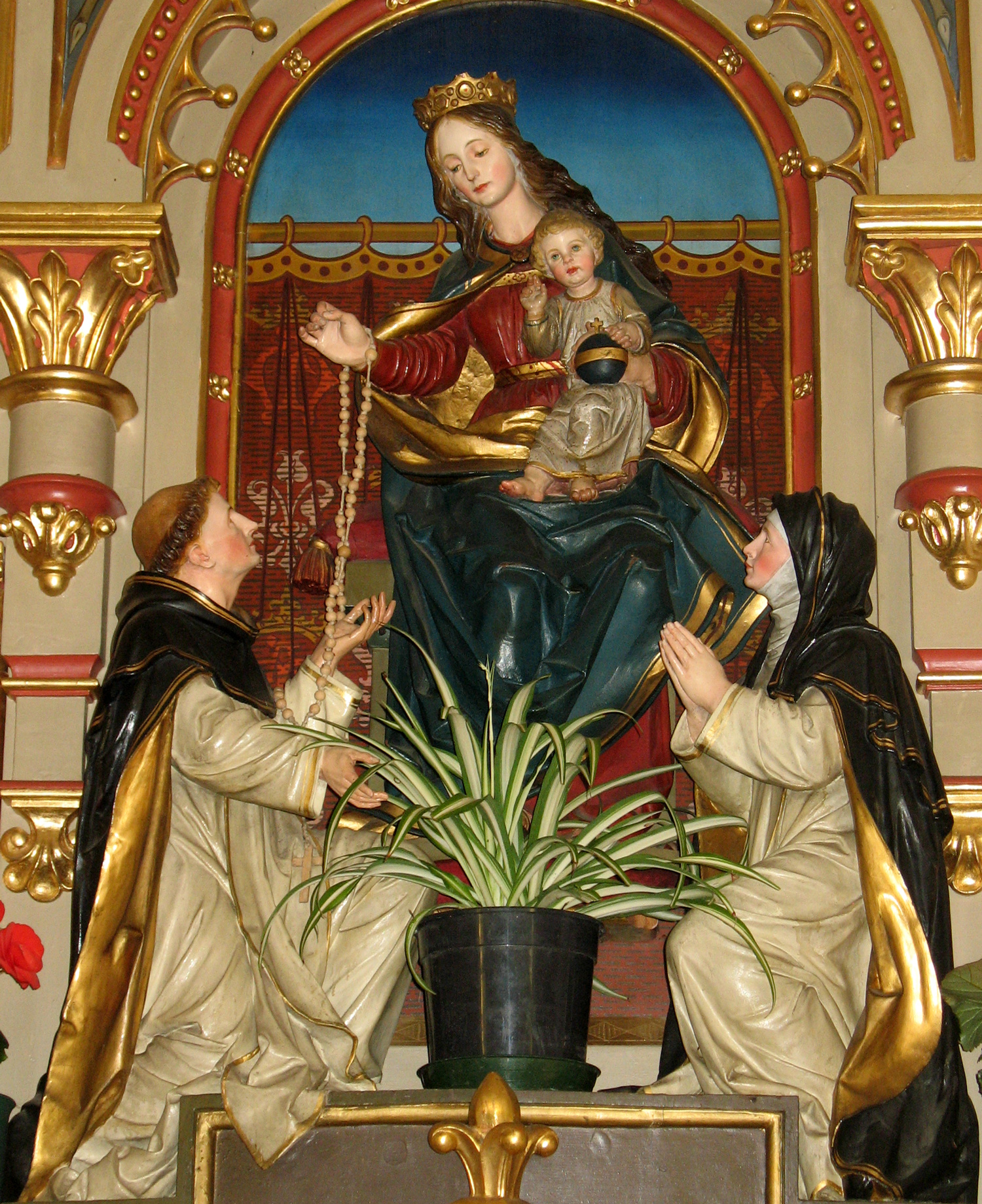
Notre-Dame du Rosaire donnant un chapelet à saint Dominique en présence de Catherine de Sienne Franz Tavella, 1905, Atzwang (Renon), Tyrol.

## Œuvres

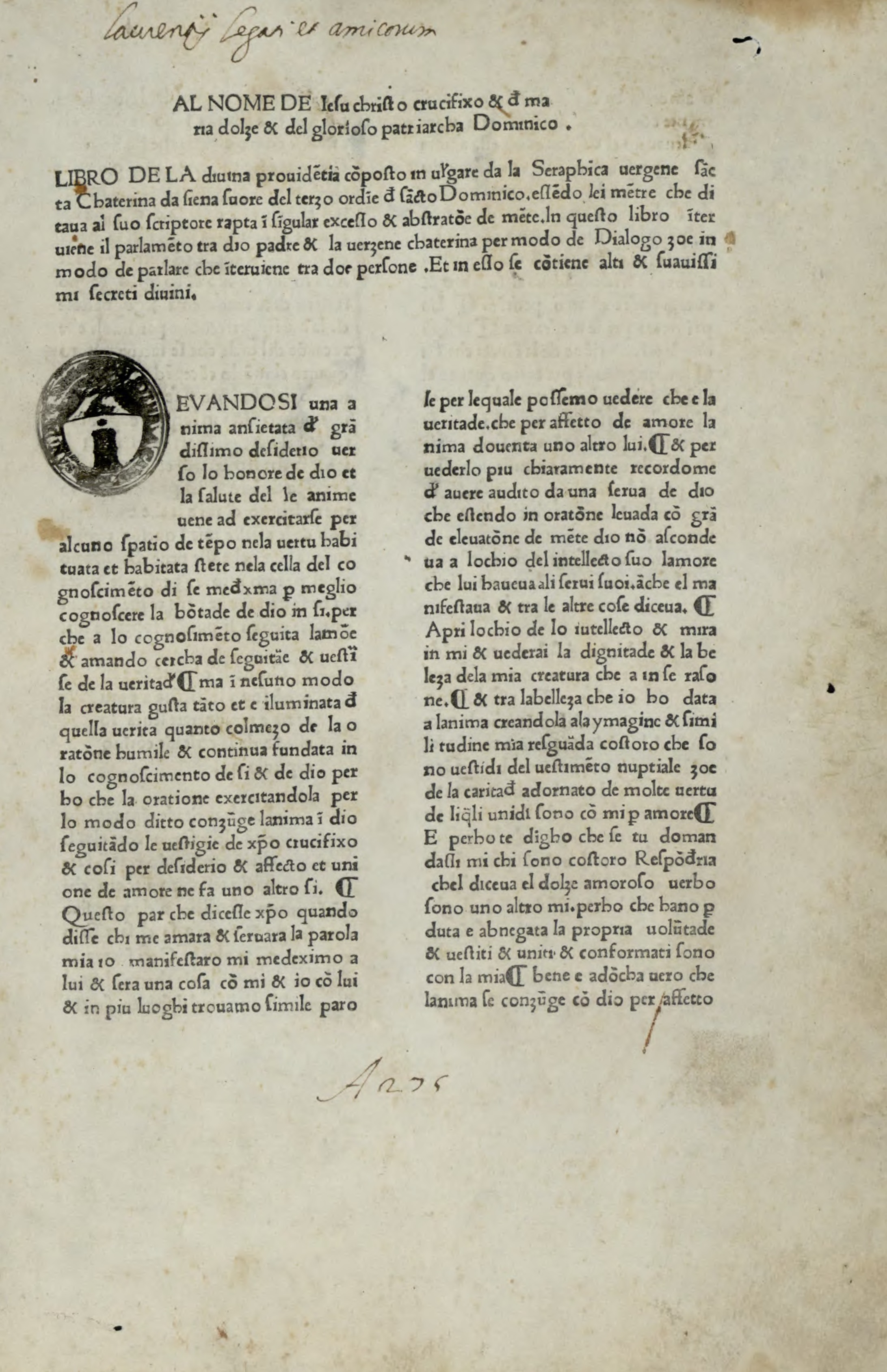
Libro della divina dottrina (v. 1475).

Catherine de Sienne est entrée dans la postérité du fait de l'importance qu'ont pris ses écrits. Proclamée docteur de l'Église par le pape Paul VI, ce titre de l'Église catholique consacre l'importance de ses écrits, le titre de docteur de l'Église étant une reconnaissance de l'« autorité particulière de témoins de la doctrine, en raison de la sûreté de leur pensée, de la sainteté de leur vie, de l’importance de leur œuvre ».
Catherine de Sienne, ne sachant pas écrire, dictait ses écrits. On note cependant trois grands types d'écrits de Catherine de Sienne : sa correspondance tout au long de sa vie, que ce soit à ses disciples, à Raymond de Capoue ou aux papes, son ouvrage Le Dialogue, qui est un traité spirituel, et ses « Oraisons ».
Les « Oraisons » ou « prières » de Catherine de Sienne devaient être nombreuses, mais seulement 26 en ont été transmises. La première édition des oraisons a été publiée en 1500, dans une édition des lettres de Catherine de Sienne dans laquelle les Oraisons ont été publiées en appendice. En 1707, elles furent réimprimées, puis réimprimées de façon régulière à partir de 1886. Ces Oraisons ont été écrites entre 1376 et 1380, sans doute par des disciples de Catherine de Sienne : elles ne furent pas dictées par Catherine de Sienne, mais plutôt recueillies par ses disciples.
Le Dialogue, dicté par Catherine de Sienne à ses secrétaires, dont Étienne Maconi, connaît une renommée grandissante à partir de la canonisation de Catherine de Sienne. La première édition de son ouvrage a lieu à Bologne en 1472, alors que l'imprimerie n'est présente en Italie que depuis 5 ans. Les rééditions à Venise sont particulièrement nombreuses : 1504, 1517, 1547, 1579, 1589. Une traduction en latin est publiée en 1601 à Cologne, puis rééditée de manière régulière jusqu'au XXe siècle. La proclamation de Catherine de Sienne comme docteur de l'Église en 1968 contribue à la réédition de ses œuvres, la dernière traduction en langue française étant faite en 1992 par Lucienne Portier.

#### Œuvre de Catherine de Sienne
- Catherine de Sienne (sainte) (Auteur), Maxence Caron (Sous la direction de) et François Daguet (Préface)[48], Œuvres complètes, Les Belles Lettres, 2019, 1664 p. (ISBN 978-2-2514-4936-4)
- Œuvres complètes, préface de François Daguet o.p., Les Belles Lettres, 1664 p., 2019  (ISBN 2-2514-4936-1)
- Le Livre des dialogues, suivi de lettres, préface et traduction de Louis-Paul Guigues, Éditions du Seuil, 2002  (ISBN 2-02-051390-0)
- Catherine de Sienne (trad. de l'italien par J. Hurtaud, o.p.), Le dialogue, Paris, Pierre Téqui éditeur, coll. « Livres d'Or des Ecrits Mystiques », 2000, 358 p. (ISBN 2-85244-195-0)
- Catherine de Sienne, Lettres de sainte Catherine de Sienne, Pierre Téqui éditeur, coll. « Livres d'Or des Ecrits Mystiques », 30 décembre 1999, 360 p. (ISBN 978-2-7403-1337-4)
- Catherine de Sienne, Les Oraisons, Le Cerf, coll. « Sagesses chrétiennes », 3 juin 1992, 116 p. (ISBN 978-2-7403-1337-4)

#### Sources
- Raymond de Capoue, Thomas Caffarini, Vie de sainte Catherine de Sienne, Supplément, Témoignages des disciples (procès de Venise), E. Cartier, Librairie de Mme Vve Poussielgue-Rusand, 1859

#### Biographies
- André Vauchez, Catherine de Sienne, Cerf, 2015
- Christiane Rancé, Catherine de Sienne, Le feu de la sainteté, Le Seuil, 2008
- Mgr Lodovico Ferretti, Sainte Catherine de Sienne, Cantagalli, 1998
- Émile Chavin de Malan, Vie de Catherine de Sienne, 1850
- Bernard Sese, Petite Vie de Catherine de Sienne, Desclée de Brouwer, 2005
- Francine de Martinoir, Catherine de Sienne, ou la traversée des apparences, Éditions du Rocher, coll. « Biographie », 23 avril 1999, 192 p. (ISBN 978-2-268-03244-3)

#### Études, essais
- Antoine Lemonnyer, Notre vie spirituelle à l'école de sainte Catherine de Sienne, Cerf, coll. « Trésors du christianisme », 29 octobre 2009, 141 p. (ISBN 978-2-204-09079-7)
- Marie-Vincent Bernadot, Catherine de Sienne : L'audace de la parole au service de l'Église, Paris, Cerf, coll. « Trésors du christianisme », 7 février 2008, 94 p. (ISBN 978-2-204-08541-0)
- Dominique de Courcelles, Le « Dialogue » de Catherine de Sienne, Cerf, coll. « Classique du christianisme », 1999
- Elisabeth Lacelle, Ne dormons plus il est l'heure de se lever. Catherine de Sienne (1347-1380), CERF Fides, coll. « Épiphanie », 1998 (ISBN 2-204-06251-0)
- André Knockaert et Chantal van der Plancke, Prier 15 jours avec Catherine de Sienne, Nouvelle Cité, 1997, 128 p.
- Bézine S. o.p. (préf. R.P. Fernandez), Docteur de la Miséricorde, Sainte Catherine de Sienne, Paris, Couvent Saint Jacques, 1970

#### Revues
- Marie des Anges Cayeux, o.p., « Désirer infiniment. La mystique de sainte Catherine de Sienne », Nouvelle Revue théologique, t. 137, no 3,‎ 2015, p. 451-468 (lire en ligne)
- Catherine de Sienne, une femme d'Église, Fêtes et saisons, coll. « N°349 », novembre 1980
- Sainte Catherine de Sienne, Dieu est Amour, coll. « n°73 », mars 1996
- Catherine de Sienne et Thérèse d'Avila, Vie Spirituelle, coll. « n°718 », mars 1996
- La Voix de l'Association de Catherine de Sienne

### Émission de web TV
- Sainte Catherine de Sienne - La Foi prise au Mot du 08/09/2019 - KTO TV
- Conférence de Père François Marxer - Catherine de Sienne ou la conduite du monde - KTO TV (Hors-Série du 27 et 28/03/2018) - Partie 1 et Partie 2